# 朝日放送ラジオ
朝日放送ラジオ株式会社（あさひほうそうラジオ、英: Asahi Radio Broadcasting Corporation）は、朝日放送グループホールディングスの連結子会社で、近畿広域圏を放送対象地域としたAMラジオ放送事業を運営している特定地上基幹放送事業者。コールサインはJONR。通称のABCラジオ（エービーシーラジオ）を呼称に用いる場合が多い。本項では、朝日放送ラジオの基礎情報などについて記述する。

## 概要
2018年（平成30年）4月1日に朝日放送が放送持株会社（朝日放送グループホールディングス株式会社）へ移行した後は、放送免許を含めたラジオ放送事業を分割準備会社（朝日放送ラジオ分割準備会社株式会社）に分割・承継し、商号変更した朝日放送ラジオ株式会社（Asahi Radio Broadcasting Corporation）が特定地上基幹放送事業者として運営している。
周波数はAMラジオ1008kHz、FMラジオ93.3MHz（詳細は#送信所を参照）。放送の起点は4:35（土・日は4:30）で、日曜深夜（=月曜未明）には、原則として1:00 - 4:35をメンテナンスタイムとして放送を休止する（2023年（令和5年）現在）。
ステーションキャッチフレーズは「いつもラジオと一緒、ABCラジオ」（2011年4月 - ）。2014年4月からはこれと併用して「+Radio」（プラス・ラジオ）のキャッチフレーズも使用している（後述）。
また、MBSラジオと並列でJRN（TBSラジオ系列）とNRN（文化放送・ニッポン放送系列）の両系列に所属（NRNにはラジオ大阪も加盟）。両系列の発足当初（1965年5月）から、クロスネット局として一部番組のネット受けを実施している。逆に、プロ野球中継やラジオドラマを中心に、自社制作の番組を（裏送りも含めて）JRN・NRN系列局へネットすることも多い。
民間放送教育協会には、分社前の1993年に加盟。2018年の持株会社化に伴うテレビ・ラジオの分社後は、兄弟会社となった朝日放送テレビ（ABCテレビ）が会員資格を引き継いだため厳密には非加盟となったが、番組販売協力局に立ち位置を変更して引き続き参加している。

### 各種呼称や表記に関して
新聞に掲載される番組表では、1989年3月31日まで『朝日』、『朝日 ABC』、『朝日ラジオ』と表記していたが、同年4月1日から『ABC』、『ABC 朝日』、『ABCラジオ』と表記が変わった。
朝日新聞大阪本社発行版では、2018年3月31日まで『朝日 ABC』という表記を用いていた。しかし、朝日放送の分社化と朝日放送ラジオの発足を機に、同年4月1日から『ABCラジオ』（「ABC」と「ラジオ」で改行する様式）に変更している。
番組内でも「朝日放送」から「ABCラジオ」へと言い換える向きが強まり、オープニング・クロージングアナウンスを「ABCラジオ」に言い換える2008年6月23日には原則「ABCラジオ」という表現へと変わっている。またこの言い回しに周波数を載せる向きもあり、その場合「AM1008 FM93.3（エイエムいちまるまるはち、エフエムきゅうさんさん）」と表現する。
認定放送持株会社化後、「朝日放送ラジオ」と表現することは経営関係の資料や公文書などを除き皆無となった。

## 沿革

### 1950年代まで
- 1948年（昭和23年）10月1日 - 朝日新聞東京本社内に朝日放送設立準備委員会を、朝日新聞審議室内に設置、対外的にも活動開始。このとき「ABC」の呼称も決まる[5]。
- 1949年（昭和24年）
  - 3月1日 - 朝日放送設立準備委員会の大阪事務所を設置[6]。
  - 12月15日 - 東京・大阪で「朝日放送株式会社」の設立申請を郵政当局に提出[6]。
- 1950年（昭和25年）
  - 12月1日 - 朝日放送株式会社（大阪）の第1回発起人会が行われる[6]。
  - 12月 - 東京の「朝日放送」は「東京放送」（電通系）、「読売放送」、「ラジオ日本」[注釈 4] と合同してラジオ東京（JOKR。現在のTBSラジオ）となる。
- 1951年（昭和26年）
  - 2月26日 - 大阪の「朝日放送」は新日本放送（現・毎日放送、毎日新聞系）との合同工作に失敗。一転して同社と放送免許獲得競争を繰り広げる事となる。
  - 3月15日 - 朝日放送株式会社の設立に伴って、創立総会を開催。大阪府大阪市北区中之島の朝日会館に本社を設けるとともに、初代の社長に石井光次郎が就任した[7]。
  - 4月21日 - 5回にわたる公聴会での激しいやりとりの末、新日本放送と共に予備免許を獲得。
  - 10月27日 - ラジオ放送局の本免許を取得（コールサイン：JONR、周波数：1010kc、出力：10kW）[7]。
  - 11月1日 - 堺ラジオ送信所が完成[7]。
  - 11月3日 - サービス放送を開始[7]。
  - 11月11日 - この日の正午に開局。大阪市北区中之島の朝日会館から、新日本放送に続いて関西地区の民間放送局としては2局目、日本で3番目のAMラジオ放送の本放送を開始[7]。
  - 11月12日 - 平常プログラムを開始（午前6時から午後11時までの17時間放送（原則））[7]。
  - 11月13日 - 2代目桂春團治（落語家）が公開収録（朝日放送が本放送の開始を前に朝日会館内のスタジオで実施）で披露した13番（落語の13演目）から、1週につき1番（1つの演目）の収録音源をノーカットで流す演芸番組『春團治十三番』を、この日から翌1952年の2月5日まで毎週火曜日に放送。「スタジオへ観客を入れたうえで落語の高座を収録した後に、収録音源を放送した番組は、他局を含めてもこの番組が初めて」とされている。
  - 12月24日 - この日、東京でラジオ東京が開局したのに伴い、東京⇔大阪間の2線式専用線が開通[7]。
- 1952年（昭和27年）
  - 1月21日より1週間、朝日放送・新日本放送・日本電報通信社大阪支社（現在の電通関西支社）の3社共同で、阪神地区で初の「ラジオ聴取率調査」を実施。これは民放初の聴取率調査でもあった。
  - 1月30日 - 硫黄島の戦跡報道の為、社員2人を初めて海外の特派員として派遣する[8]。
  - 2月20日 - プロ野球オープン戦「巨人 対 南海」戦の中継にて、初の解説付きの野球放送を行う[8]。
  - 4月5日 - プロ野球の公式戦を初放送（中日球場での「巨人 対 中日」戦）[8]。
  - 5月11日 - 大相撲本場所を初中継。この日から開催の大相撲夏場所を、日本文化放送協会（NCB、現在の文化放送）との共同制作で、蔵前国技館から中継[注釈 5][8]。
  - 5月25日 - 競馬の初中継放送。「第19回日本ダービー」を、東京競馬場から初中継[8]。
  - 7月1日 - プロ野球オールスター戦を、西宮球場から初中継[8]。
  - 8月13日 - 阪神甲子園球場で毎年夏に開催される「全国高等学校野球選手権大会」（通称：「夏の甲子園」）の全試合の中継を、この日の開会日から行う（この年は第34回）[8]。
  - 8月29日 - 東京⇔大阪間に4線式放送用直通回線が開通。新日本放送と2時間交代で利用する[8]。
  - 9月1日 - 音楽番組『ABCホームソング』放送開始（1972年9月24日終了）[10]。
  - 9月29日 - 「第25回衆議院議員総選挙」（9月5日公示、10月1日投票）に於いて、番組『政党の時間』を設け、自由党と改進党がスポンサーとなって放送[8]。
  - 10月11日〜18日 - 『プロ野球日本シリーズ「巨人 対 南海」戦』全試合を実況中継（於:後楽園球場・大阪球場）[8]。
  - 11月23日 - 京都競馬場から『菊花賞』を初中継[8]。
  - 12月31日 - 大晦日特集で、東京・銀座と大阪・四天王寺などの東京・大阪2元放送を実施[8]。
- 1953年（昭和28年）
  - 3月23日 - 第2次世界大戦の敗戦に伴う中国からの引揚再開に伴う第1陣帰国で、引揚船が到着する京都府舞鶴市に取材班を送り、特別番組『特集「舞鶴 ルポルタージュ」』を3月28日まで6日間編成、民放各局にネットする[11]。
  - 6月2日 - イギリス女王、エリザベス2世の戴冠式を、英BBCの実況より特集を組む[12]。
  - 6月19日 - 本格的な社内モニターを開始[12]。
  - 7月1日 - ABCこどもコーラスが誕生[12]。
  - 7月3日 - 第2次世界大戦の敗戦により、フィリピンのモンテンルパにあるニュー・ビリビッド刑務所に服役していた日本人戦犯の声を特ダネ取材、特番で放送[12][注釈 6]。
  - 8月13日 - この日から開催された『第35回全国高等学校野球選手権大会』から、同大会の中継をスポンサー付きで放送開始[12]。
  - 8月23日 - 米ハワイ高校野球チーム初来日で、第35回全国高等学校野球選手権大会優勝校である、対松山商との甲子園球場で戦いを中継、ハワイのラジオ局にも録音で送って放送[12]。
  - 9月1日 - ABC放送管弦楽団が誕生[12]。
  - 10月11日 - ラジオ報道番組『マイク特集「北から南から」』放送開始[14]。
  - 12月1日 - 第2次世界大戦の敗戦に伴うソ連からの引揚再開第1陣を、京都府舞鶴市から陸海空の立体中継で放送[12]。
  - 12月24日 - クリスマス特別編成で終夜（オールナイト）放送を実施[12]。
- 1954年（昭和29年）
  - 1月9日 - バラエティ番組『漫才学校』放送開始[15]（1956年5月5日終了[16]。翌週の5月12日からは『新・漫才学校』と改題し、同年10月20日終了。）。
  - 1月31日 - 東京⇔大阪に放送専用の電話回線を新設[17]。
  - 4月1日
    - 放送開始が午前5時30分に繰り上がる[17]。
    - ABC友の会が発足[17]。
    - ABC児童劇団が発足[17]。

  - 4月10日 - 月刊「朝日放送」を創刊（翌1955年に「放送朝日」と改名）[17]。
  - 5月1日 - 「第2回アジア競技大会」を、フィリピンの首都マニラから、ラジオ東京と中部日本放送（現在のCBCラジオ）との共同で、民放初の海外中継を行う[17]。
  - 5月27日 - 「アサヒラジオホール」（収容人数3,000人）開設[注釈 7][17]。
  - 6月25日 - 堺ラジオ送信所に自家発電機装置を設置[17]。
  - 9月10日 - 漫才師の中田ダイマル・ラケット、松鶴家光晴・浮世亭夢若、浮世亭歌楽・ミナミサザエと準専属契約を締結[17]。
  - 9月26日 - 青函連絡船で洞爺丸転覆事故が発生。東京支社から航空機で現地取材・記者リポートを行う[17]。
  - 10月3日 - 中田ダイマル・ラケットの司会による演芸番組『お笑い街頭録音』放送開始（1961年6月4日終了）[18]。
  - 12月1日 - 民放初の試みとして、5秒のミニ・スポットを放送[17]。
  - 12月15日 - 同月10日に内閣総理大臣に就任したばかりの鳩山一郎が、首相官邸から東阪2元街頭放送に出演、ソ連との復交を初めて表明し話題となる[17]。
  - 年内 - 中波の従来の音声周波数帯域を広くして高音質化を図った、高忠実度放送（ハイファイ音声放送）を実現化[注釈 8][19]
- 1955年（昭和30年）
  - 3月20日 - ABC放送合唱団が発足[20]。
  - 5月28日 - 録音構成番組『マイクとびある記』放送開始（1962年2月1日終了）[21]。
  - 6月13日 - ミヤコ蝶々と南都雄二の司会によるトーク番組『蝶々・雄二の夫婦善哉』放送開始（ラジオ版。1971年3月29日終了）[22]。
  - 7月3日 - この日、大阪球場で行われたプロ野球オールスター戦の放送で、審判に初めてワイアレスマイクを託す[20]。
  - 8月28日 - 全日本高校野球選抜軍がハワイへ初遠征、その試合を現地ハワイから生中継[20]。
  - 9月27日 - 天気予報のスポンサー付き放送を開始[20]。
- 1956年（昭和31年）
  - 3月1日 - 『朝日新聞ニュース』に女性アナウンサーが登場する[23]。
  - 4月1日 - お笑いタレントの中田ダイマル・ラケットと専属契約を締結[23]。
  - 6月1日
    - 番組『世相勘どころ』放送開始（1995年5月1日終了）[24]。
    - ホームソング普及運動を開始[23]。
    - 女優の森光子、腹話術師・声帯模写師の川上のぼると専属契約を締結[23]。

  - 7月13日 - 第2次世界大戦の敗戦に伴う中国からの帰国者の乗船取材の為、民放代表として自社の報道部員を特別派遣[23]。
  - 10月18日 - 日ソ国交回復取材で、自社の報道部長が民放代表で鳩山訪ソ団に同行取材を行う[23]。
  - 11月11日 - この日、ラジオ開局（創立）5周年を記念して、記念誌「ABC」を発刊[23]。
- 1957年（昭和32年）
  - 3月1日 - 漫才師の秋山右楽・左楽、音曲漫才トリオのかしまし娘と準専属契約を締結[25]。
  - 6月5日 - ラジオ共同聴取率調査で、10回連続で聴取率1位を記録[25]。
  - 7月13日 - 中国の招きで、民間放送現業視察団の団長として、自社の田尻泰正特派員（東京支社放送部次長）が中国を訪問する[25]。
  - 7月25日 - 前述の田尻特派員が訪中の際、北京で周恩来首相（当時）と会見。その模様を北京放送（現:中国国際放送）の日本向け日本語放送からレポートする[25]。
  - 7月30日 - 聴取者参加の演芸コンテスト番組『漫才教室』放送開始（1961年7月30日終了）[26]。
- 1958年（昭和33年）
  - 2月1日 - 政治評論家の細川隆元のニュース解説番組『今日の動き』放送開始（1965年5月1日終了）[27]。
  - 3月1日 - 集中（CM）スポットを実施[28]。
  - 3月4日 - 電話を使ったワイド番組『大阪ダイヤル』放送開始（1959年11月30日終了）[27]。
  - 4月1日 - 「アサヒアリーナ」の跡地で新朝日ビルが落成したことを受けて、本社を同ビルの10 - 13階へ移転する[28]。
  - 4月21日 - 前述の移転した本社が入っているビルの地下に、公開放送で使用するABCホール（後のリサイタルホール）をオープンする[28]。
  - 6月10日 - 当時「消滅」の危機に瀕していた上方落語の再興に奔走していた若手落語家の3代目桂米朝・4代目笑福亭枝鶴（後の6代目笑福亭松鶴）と準専属契約を締結[28]。
  - 6月 - TBSラジオの母体に当たるラジオ東京（JOKR）との間でネットワークを締結。これを機に、同局との間で「東西同時放送」を毎週水曜日に実施したほか、一部の番組を同局と共同で制作するようになった。また、街頭録音番組、『北から南から』（ルポルタージュ番組）、大相撲や日本プロ野球ナイトゲームなどのスポーツ中継、演芸番組、『ぴよぴよ大学』のバラエティ番組などでも、ラジオ東京と協調していた。その一方で、自社制作の人気番組（『夫婦善哉』や『お笑い街頭録音』）や高校野球中継などは、TBSの放送対象地域に当たる関東広域圏でニッポン放送（JOLF）から放送。逆に、『ポッポちゃん』（ニッポン放送開局当時の看板番組）のネット受けを実施するなど、特定の在京ラジオ局に偏らないような番組編成が開局の当初から為されていた。
  - 10月1日 - 女性アナウンサーによる深夜放送を開始[28]。
- 1959年（昭和34年）
  - 1月24日 - 毎日放送と共同で、モノラルAM2波を使ったステレオ放送を開始するに当り、同試験電波を発射[29]。
  - 2月16日 - 毎日放送と共同で、モノラルAM2波を使ったレギュラーステレオ放送番組『ナショナルステレオアワー』を開始（同年7月27日に『ナショナルステレオホール』に番組名を変更、1961年4月3日終了）[30][31][32]。
  - 4月10日 - 皇太子御成婚パレードをラジオ東京等と共同制作、実況中継[33]。
  - 6月1日 - 朝日放送と大阪テレビ放送（いずれも当時）が合併[33]。朝日放送が後継会社となる。（テレビ放送については、大阪テレビ放送、朝日放送テレビ、朝日放送グループホールディングスの項を参照）
  - 8月10日 - 作家である三田純一（当時。一般的には純市を名乗っている）と専属契約を締結[33]。
  - 10月1日 - 送信出力を20kWに増力[33]。
  - 10月19日 - フィリピン・ルバング島の元日本兵救出活動で、自社のラジオ報道部員が厚生省の救出班に同行取材を行う[33]。
  - 11月3日 - 日本初のカーラジオ聴取調査を実施[33]。
  - 11月11日 - ラジオ開局8周年記念として、記念番組『お笑いバラエティ』を、同社初のラジオ・テレビ同時放送を行う[34]。

### 1960年代
- 1960年（昭和35年）
  - 5月4日 - 釜ヶ崎地区にラジオ報道部が初めて潜入取材を行い、ラジオ・ドキュメント『日陰の子供達』を4回シリーズで放送する[35]。
  - 11月11日 - ラジオ開局9周年のこの日から、ラジオ送信所を新たに建設した高石ラジオ送信所に移転し、放送を開始[35]。
  - 12月1日 - 大阪市内の交通情報のラジオ放送を開始[35]。
- 1961年（昭和36年）
  - 6月1日 - 盗難単車のプレートナンバー（盗難車情報）のラジオ放送開始[36]。
  - 12月1日 - 同社労働組合が実施したストライキの影響で、同日23時30分からテレビ・ラジオ共に停波。労使交渉妥結後の12月3日20時まで停波が続く[36]。
- 1962年（昭和37年）
  - 9月1日 - ラジオ音楽番組『ABCホームソング』放送3000回記念で、フランスのシャンソン歌手 イベット・ジローを招く[37]。
  - 9月12日 - 小型ヨットで、単独無寄港太平洋横断航海を行って帰国した、堀江謙一を取材したラジオ特別番組『太陽と青年〜堀江君の帰国後一週間』を放送[38]。
- 1963年（昭和38年）
  - 7月20日 - 英文の日本紹介冊子 "Here is JAPAN" を無料配布で発刊[39]。
  - 9月1日 - ラジオ・ニュース『朝日新聞ニュース』の原稿のFAX受信を開始[39]。
  - 11月11日 - ラジオ開局12周年のこの日、高石ラジオ送信所が自動運転を開始[39]。
- 1964年（昭和39年）
  - 10月1日 - この日、東京⇔新大阪間に東海道新幹線が開通するのに伴い、ラジオ報道特別番組『「走れ!超特急」東海道新幹線処女列車実況中継』を放送[40]。
  - 10月10日〜24日 - 第18回オリンピック東京大会が開催。開会式・閉会式を始め、競技の実況中継放送を行う[41]。
- 1965年（昭和40年）
  - 5月2日 - JRN結成に参加[42]。翌5月3日にはNRNの結成にも加わり、以降クロスネット化を推進しつつも在阪局で随一の自己制作比率を高めていく。
  - 5月3日 - ラジオニュースが、毎正時放送となる[42]。
  - 8月1日 - 大阪港天保山桟橋付近で、「やそしま丸沈没事故」（遊覧船「やそしま丸」が舵がきかず暴走したタグボートに衝突されて転覆・沈没した事故）が発生。テレビ・ラジオ共に速報を流し、事故現場から中継する[42]。
  - 11月1日 - ラジオの朝生ワイド番組『ABC発8時半』放送開始（1966年12月3日終了）[43]。
- 1966年（昭和41年）
  - 4月1日 - ラジオ深夜番組『ABCヤングリクエスト』放送開始（1986年10月3日終了）[44]。
  - 6月1日 - 大淀区（現在の北区）大淀南に完成したABCセンターに本社を移転[45]。
  - 6月20日 - ラジオ放送、自動番組制御装置（APM）による送出を開始[45]。
  - 6月24日 - 高石ラジオ送信所で一部火災が発生、ラジオが約20分停波する[45]。
  - 7月1日 - ラジオ生番組『ABC発8時半』にて、新社屋の大阪タワーと、神戸ポートタワー、京都タワーから3元生中継[45]。
  - 9月1日 - 自社解説委員によるラジオ番組『ニュース・センターから』放送開始（1974年4月5日終了）[46]。
  - 10月9日 - ラジオ電話リクエスト番組『リクエスト大行進』放送開始（1969年10月12日終了）[46]。
  - 11月13日 - 「全日空松山沖墜落事故」発生。大阪国際空港発・松山空港行の全日空機が、松山空港沖の伊予灘に墜落したことから、ラジオ・テレビ共に現場から速報を流し、ラジオはこの日の21時からを翌朝9時まで『松山沖〜全日空機事故速報』として放送[47]。
- 1967年（昭和42年）
  - 4月1日 - 「南海電鉄男里川橋梁列車脱線転落事故[注釈 9]」が発生、ラジオ・テレビで生中継。ラジオでは特別番組として、『「南海電鉄事故の報道」〜鉄橋上の惨事 南海急行事故〜』を、22時半〜23時32分と、翌日（4月2日）の午前0時28分〜1時59分まで放送。後に、第16回民放祭番組活動賞揚部門の報道活動銀賞を受賞する[48]。
  - 4月10日 - ラジオ公開番組『ポップ対歌謡曲』放送開始（1995年10月6日終了）[48]。
  - 5月1日 - 放送界初のヘリコプターを使ったラジオ交通情報番組『空からこんにちは』放送開始（1977年3月28日終了）[48][49]。
- 1968年（昭和43年）1月19日 - アメリカ海軍の原子力空母エンタープライズの米軍佐世保基地への寄港（入港）に対して発生した革新政党・団体・住民を中心とした反対運動騒動を、ラジオ・テレビ共に現地取材を行う[50]。
- 1969年（昭和44年）11月9日 - ラジオ超長時間生ワイド番組『東芝ワイドワイドサンデー〜あなたとつくる365分〜』放送開始（1972年9月24日終了）[51]。

### 1970年代
- 1970年（昭和45年）
  - 3月15日〜9月13日 1970年大阪万博が開催（3月15日〜9月13日）。期間中、様々な関連番組を放送。特別番組としては、『日本万国博覧会開会式』（3月14日[52]）、『日本万国博ここに始まる』（3月15日[52]）、『さよなら!日本万国博』（9月13日[53]）が、レギュラー番組としては、開催期間中、『エキスポヘリ情報』、『今日の万国博案内』、『エキスポ交通情報』等が放送された[54]。
  - 3月24日 - 警視庁と共催の「世界交通安全会議」を、京都国際会議場で開催。その開会式を、ラジオの特別番組で放送[54]。
  - 4月8日 - 大阪・天六で地下鉄工事ガス爆発事故が発生。テレビ・ラジオ共に速報を流し、現場から中継。ラジオでは、報道特別番組『天六ガス爆発事故』を設けて、速報・現場からの中継を行う[54]。
  - 7月1日 - ラジオ早朝浪曲番組『おはよう浪曲』放送開始[55]。1950年代の後半に人気を博した浪曲のアーカイブ音源と、公開形式による浪曲の新録音源を放送。2014年12月28日まで44年半に渡ってレギュラーで放送された。
  - 9月14日 - ラジオ交通情報番組『空からこんにちは』にて、大気汚染情報の放送を開始[56]。
- 1971年（昭和46年）
  - 4月1日 - ラジオの平日早朝のワイド番組『おはようパーソナリティ中村鋭一です』放送開始（1977年3月25日終了）[57]。
  - 11月1日
    - ラジオの送信出力を50kWに増力[58][59]。
    - 前述の50kW増力記念特番として、『ABCカーくりげ』を放送。この特番にて、1010台のラジオをプレゼントした[58]。

  - 11月11日 - この日、創立（ラジオ開局）20周年と前述の50kW増力記念として、以下の2つのラジオ特番が放送。
    - 『あなたと話そう「ABC きのう・きょう・あす〜音で綴る朝日放送20年〜」』（19時 - 21時）を放送。入江徳郎（当時、TBS系ニュース番組『JNNニュースコープ』のキャスター）、中田ダイマル・ラケット、森光子、永六輔らが出演[60]。
    - 『1080分落語会』を、この日の午前7時から翌日（12日）の午前1時まで「ABCセンター」内のABCホールで開催すると共に、この落語会の完全生中継を実施[58]。
- 1972年（昭和47年）
  - 1月24日 - グアム島にて横井庄一元日本兵が発見された現地取材にて、同局のテレビ・ラジオ報道がグアム島一番乗りを果たす[61]。
  - 12月10日 - ラジオ報道番組『第33回衆議院議員総選挙「朝日新聞開票速報」』で、ラジオでは初の選挙区分析を始める[62]。
- 1973年（昭和52年）6月1日 - ラジオ平日朝の生ワイド番組『フレッシュ9時半!キダ・タローです』放送開始（1989年3月31日終了）[63]。
- 1975年（昭和50年）
- 3月30日 - 翌日から、テレビがTBS=JNN系列からNET（現：テレビ朝日）=ANN系列に変更する[64]のを受け、ラジオでもこの日を以て、JRNのニュース番組の放送、及び同ネットワークへのニュース配信を終了。（これらは翌日から毎日放送ラジオへ移行。しかし、JRNへの加盟はそれ以後も継続。）
- 7月19日 - 沖縄国際海洋博覧会をラジオ・テレビで生中継[65]。
- 1977年（昭和52年）
  - 3月28日 - 『おはようパーソナリティ中村鋭一です』の後継番組として、平日早朝の生ワイド番組『おはようパーソナリティ道上洋三です』が放送開始[66]。2022年3月25日の番組終了まで、45年間も続く長寿番組となった。
  - 10月10日 - ラジオで第1回チャリティー・キャンペーン「目の不自由な方に幸せを」開催[67]。
  - 11月11日 - ラジオ開局（16周年）記念特番『ビバラジオ!あなたとつくるABC』を24時間放送（チャリティー・キャンペーン「目の不自由な方に幸せを」協賛）[68]。
- 1978年（昭和53年）11月23日
  - 国際電気通信連合（ITU）の取り決めで、ラジオの周波数が9kHzステップへ移行。それに伴い、午前5時をもって、ラジオの周波数を1010kHzから現在の1008kHzに変更[69]。
  - 第1回ABCラジオまつりを大阪・中之島公園で開催[69]。
- 1979年（昭和54年）
  - 1月26日 - 大阪・三菱銀行北畠支店の人質事件発生で、テレビ・ラジオ共に57時間の特番を放送[70]。
  - 2月2日 - ラジオ第1回海外研修「アメリカセミナー'79」実施[70]。

### 1980年代
- 1980年（昭和55年）
  - 3月16日 - 朝日放送創立30周年記念のラジオ特番『ABCきのう・きょう・あす』を、この日の正午から翌日（16日）の18時まで、30時間連続生放送[71]。
  - 12月23日 - 高石ラジオ送信所の新局舎と送信設備が完成、稼働開始[72]。
- 1982年（昭和57年）
  - 10月14日 - 朝日放送創立30周年記念事業の一環として建設された、日本初のクラシックコンサート専用ホール「ザ・シンフォニーホール」のオープニング式典を、ラジオで生中継放送[73]。
  - 12月24日、31日 - ザ・シンフォニーホールの開館記念ラジオ番組『ザ・シンフォニーホール・アワー』を放送[74]。
- 1983年（昭和58年）
  - 4月11日 - ラジオ・ニュース『ジャスポンニュース』を毎正時に放送開始[75]。
  - 4月14日 - 気象情報の提供元を日本気象協会からオーシャンルーツ日本社（現在のウェザーニューズ）[注釈 10]へ変更[75]。
  - 4月17日 - ラジオ番組『ザ・シンフォニーホール・アワー』のレギュラー放送をこの日から開始[76]（2024年7月現在も継続中）。
  - 10月8日 - 毎年ラジオで行っているチャリティー・キャンペーン「目の不自由な方に幸せを」にて、この年、「大阪環状線盲人用点字地図」を作り配布する[75]。
  - 10月10日 - ラジオのレギュラーでのオールナイト（終夜）放送を開始[75]。
- 1984年（昭和59年）12月6日 - （関西地区の）ラジオ聴取率調査でV24を達成[77]。
- 1985年（昭和60年）
  - 3月1日 - 創立35周年記念のラジオ35時間超ワイド特別放送『これがラジオだ!ABC』を、この日の午前6時から翌日（3月2日）の17時まで35時間連続放送[78]。
  - 4月1日 - ラジオ素材の総合処理のオンライン・システムが稼働開始[79]。
  - 9月1日 - ラジオ・テレビ共に、緊急警報放送システムの運用を開始[79]。
  - 10月16日 - この日、プロ野球の阪神タイガースが、21年ぶりにセ・リーグ優勝を決めたのに伴い、ラジオ・テレビ共に特別番組を放送[79]。ラジオでは、優勝を決めた神宮球場からの「ヤクルト 対 阪神」の実況生中継の直後、祝優勝特番『ラジオスペシャル「おめでとうV 朝までタイガース」』を翌（17日）朝の5時まで放送[80]。更に、17日には『六甲おろしよ永遠に〜'85タイガース栄光の記録』、21日には『優勝タイガース お祝いシリーズ』の特番も放送された[80]。
  - 11月2日 - この日阪神タイガースが、この年のプロ野球日本シリーズで、パ・リーグ優勝の西武ライオンズを下し、2リーグ化後初の日本一になったことを記念し、特別番組を放送[79]。翌3日には、ラジオ特別番組『阪神輝く王座に』を放送[80]。翌月（12月）の12日には、『阪神V1東京祝勝会』を、東京のヒルトン・インターナショナルより生中継でラジオ放送した[80]。
- 1988年（昭和63年）9月20日 - この日、昭和天皇の容態急変で、報道局と京都支局が準24時間取材体制に入る[81]。
- 1989年（昭和64年 → 平成元年）
  - 1月7日 - この日午前6時33分に昭和天皇の崩御に伴い、ラジオ・テレビ共に2日間CMなしの特別編成で放送[82]。
  - 4月1日
    - ラジオの通称を「ABCラジオ」へ変更。
    - 朝日放送が共同通信社に加盟。ラジオ・テレビ共に共同ニュースの配信を受ける様になる[82]。

### 1990年代
- 1990年（平成2年）
  - 3月12日〜18日 - 創立40周年記念ラジオ特番シリーズ『ABCラジオ Anniv・40（アニバ・フォーティー）』を、1週間に渡り放送[83]。
  - 8月6日
    - 創立40周年記念のABCラジオまつりを、中之島公園で開催[84]。
    - 更に開催中のABC大淀まつりに併せ、ラジオ特番『「ABC大淀まつり」〜ご近所のみなさんありがとう〜』を浦江公園より生中継放送[85]。
- 1992年（平成4年）
  - 3月15日 - 午前9時にラジオのAMステレオ本放送を開始（MBSラジオ、TBSラジオ、文化放送、ニッポン放送も同時刻に一斉開始）[86][87]。同放送開始を記念し、開始の午前9時から翌日の午前3時まで18時間連続のラジオワイド特番『ABCラジオ・ステレオまつり』を放送[注釈 11][88][89]。
  - 4月17日 - ラジオ番組『おはようパーソナリティ道上洋三です』がこの日、15周年記念として、前月のAMステレオ放送の開始も併せ、上海から初のステレオ生放送[87]。
- 1993年（平成5年）
  - 3月15日 - AMステレオ放送1周年。これを記念して公募を行った「ABCラジオドラマ脚本コンクール」の最優秀賞（グランプリ）を受賞した、西田広子による作『真夜中に野バラが歌う』を、この日記念のステレオドラマとして放送[注釈 12][90][91][92]。第30回（1992年度）ギャラクシー賞ラジオ部門の選奨を受賞[93][94]。
  - 12月17日 - ラジオ番組『おはようパーソナリティ道上洋三です』がこの日、当時中国返還を前にした香港から中継。3日後の20日には、中国の廣州から廣東人民廣播電台と共同で中継[95]。
- 1994年（平成6年）
  - 3月15日 - AMステレオ放送2周年。この日に、この年の公募による「ABCラジオドラマ脚本コンクール」の最優秀賞（グランプリ）を受賞した、小原一三による作『砂時計』を、この日記念のステレオドラマとして放送[注釈 13][96]。
  - 8月4日 - 同年9月4日に関西国際空港が開港するのに先立ち、ラジオ局が英文ガイドブック"Here is JAPAN"を作成（1963年以来）[97]。
- 1995年（平成7年）
  - 1月17日 - 午前5時46分、阪神・淡路大震災が発生。ラジオは『毛利千代子のおはようパートナー』が生放送中であったが、地震発生直後停電による中断が13秒発生した後に電気が復旧、即座に被災情報放送を行い[98]、同震災の緊急特別臨時編成に切り替え、公衆電話による情報等を活用したりして、ライフライン情報と被災した方の無事情報をCMなしで昼夜にわたって放送し[99]、翌々日（19日）午前5時まで行う[100]。その後、一部のCMと録音番組を再開するも、それでも、通常の生ワイド番組も活用しながら、被災した方向けの生活情報中心の準特番編成で13日間も続いた。[101][102]
    - 阪神淡路大震災の際の放送活動については、2000年3月31日に朝日放送が刊行した「朝日放送の50年 Ⅰ 本史」内の『【特集】最大の体験「阪神・淡路大震災」』 （385〜406ページ）にテレビ・ラジオ共に記されている。

  - 1月25日 - 阪神大震災ABC義援金の募集を、ラジオでこの日から開始（テレビも翌日から開始）。3月31日まで行い、集まった義援金4800万円は、同年5月17日に兵庫県に贈った[103]。
  - 2月1日 - 午前5時30分に、前述の震災関係の準特番編成を終え、CMを含め、ほぼ全ての番組を通常状態に戻す編成に復帰する[104]。
  - 9月1日 - 朝日放送のWEBサイトを開設する[103]。
- 1996年（平成8年）
  - 8月8日 - 前年の阪神淡路大震災を受け、社内で作成した「災害対策手帳」とラジオ・テレビ技術関連の「災害時マニュアル」を、社内に於いて配布[105][106]。
  - 8月8日〜21日 - 「第78回全国高等学校野球選手権大会」の模様を開催期間中、インターネットで初めてのテレビ映像とラジオ音声等をリアルタイムで流し、約53万3200回のアクセス数を記録[106]。
- 1997年（平成9年）
  - 3月14日 - 約2か月前の1月2日未明に発生した「ナホトカ号重油流出事故」に於ける被害の義援金をラジオ・テレビを通じて募り、集まった総額1000万円を、この日福井県等に贈った[107]。
  - 4月1日 - 京都・東山に、毎日放送（MBS）、ラジオ大阪（OBC）と共同で設置した、ラジオの京都中継局が完成、運用開始[107]（3局共親局と同一の周波数で、2023年10月29日の深夜（30日早朝）の放送終了まで運用し、廃局）。
- 1998年（平成10年）3月15日 - 来る2000年の万博30周年記念に向かい、万博記念公園にて、第1回「ラジオエキスポ」を開催[108]、ラジオ特別編成『めざせ!万博30年「春のABCラジオエキスポ」』を放送[109]。（翌年3月14日には同所で「めざせ!万博30年 ABCラジオ・エキスポ99」として第2回を開催、特別番組も放送[注釈 14][110]。）
- 1999年（平成11年）11月15日 - ラジオCM送出確認システムが完成[111]。

### 2000年代
- 2008年（平成20年）
  - 1月1日 - 4代目となる新ロゴが登場。
  - 5月19日 - 福島区福島1丁目へ本社を移転。
  - 6月23日 - 演奏所（マスター）を新社屋に移転。新社屋からの最初の生番組は『宇野ひろみのおはようパートナー』であった。
- 2009年（平成21年）7月6日 - 新社屋移転などによる経費の増大と、広告収入減収や地上デジタル放送の設備投資などの影響で、平日22時から深夜にかけての番組を大幅に改編。『ABCヤングリクエスト』から『ABCミュージックパラダイス』まで43年間続いた自社制作の生放送番組のうち、金曜日以外の番組を終了させたうえで、在京民放ラジオ局（TBSラジオ・文化放送・ニッポン放送）制作番組の同時ネットに充てた。

### 2010年代
- 2010年（平成22年）
  - 3月14日 - AMステレオ放送を終了。翌日からモノラル放送に切り替え[112]。
  - 3月15日 - ほかの在阪ラジオ5局と共同でインターネットでのサイマル放送「radiko」を試験的に大阪府・京都府・兵庫県・奈良県内で開始。「radiko」ではステレオ配信を実施。同年12月1日からの本運用では、対象エリアを滋賀県・和歌山県にも拡大している。
  - 11月11日 - ラジオ開局記念日に当たるこの日から2012年3月31日まで、テレビ・ラジオ合同で「開局60周年企画」を展開。ラジオでは2011年に、一般公募から選んだ歌詞を基に、キダ・タロー作曲の新しいステーションソング『ハッピーソング ハッピーボイス』を発表。同年3月14日には、同曲や過去のラジオ番組の音源などを収めたCD付きの記念本『ABCラジオ60周年記念CDブック いつもラジオと一緒』を、プラネットバルンから発売している[注釈 15]。
- 2014年（平成26年）
  - 3月31日 - 翌日から「radiko.jpプレミアム」サービス開始に伴い、ABCラジオが日本全国から聴取する事ができる様になる事も控え、月 - 木曜日の22時台から深夜にかけて放送される番組を、2009年7月以来4年3ヶ月振りに大幅改編。前週（3月28日）まで22・23時台で同時ネットを実施していた『オールナイトニッポンGOLD』（ニッポン放送制作）の京阪神エリアにおけるでネット局をFM COCOLOに移行させるなど、前述した在京民放ラジオ局制作番組の大半で同時ネットを終了させたうえで、若年層から中高年層までのリスナーをターゲットに定めた自社制作による生放送番組（『よなよな…』『夜は、おととも』）を開始した。
  - 4月1日 - 「radiko.jpプレミアム」サービス開始と同時に参加。プレミアム会員登録（有料）により、ABCラジオのほとんどの番組を日本全国から聴取する事が可能になる[113]。
- 2015年（平成27年）7月27日 - FM補完中継局（ワイドFM）の予備免許を取得（MBS,OBCと同日）。
- 2016年（平成28年）
  - 2月29日 - FM補完中継局の本免許を取得（MBS,OBCと同日）。
  - 3月19日 - この日の正午放送の在阪3局共同制作特別番組『ほんまもんのワイドFMをハッキリ愛して』より、MBSラジオ・ラジオ大阪と共に、奈良県生駒市の生駒山にある生駒FM補完中継局から、ステレオでのFM補完放送（ワイドFM、93.3MHz）を開始[114]。
- 2017年（平成29年）4月5日 - 放送事業承継の為の準備会社として朝日放送ラジオ分割準備会社株式会社を設立[4][115]。
- 2018年（平成30年）4月1日 - 朝日放送が放送持株会社体制へ移行したことに伴って、ラジオ放送の免許と事業を朝日放送グループホールディングス株式会社（旧朝日放送）から朝日放送ラジオ分割準備会社に分割承継。分割準備会社はこの日から、商号を朝日放送ラジオ株式会社に変更した[115]。また、社名の略称ロゴも、当ページの冒頭で表示しているロゴの右下部に「Radio」または「ラジオ」が入ったデザイン（それぞれ「ABC Radio」および「ABCラジオ」）に変更。

### 2020年代
- 2021年（令和3年）
  - 9月13日 - 道上洋三が9月11日（土曜日）に脳梗塞を発症したことを受けて、『おはようパーソナリティ道上洋三です』のパーソナリティを、この日から他の朝日放送テレビアナウンサーのリレー方式による代演体制へ移行。もっとも、移行後も道上に復帰の目途が立っていないことから、12月20日（月曜日）には道上の「おはようパーソナリティ」卒業と番組の終了が発表された[116]。
  - 9月27日 - 改編率が42.1%にわたる大規模な番組改編を、この日から実施。『よなよな…』に代わって『ABCミュージックパラダイス』を（金曜日を含めて）12年3ヶ月振りに復活させた一方で、平日の深夜帯には、女性のパーソナリティが1人で進行する生放送番組（『夜は、おととも』→『with you』）に代わって『R→933』（パーソナリティを一切介在させないフィラー番組）が編成された。
  - 11月11日 - この日で（旧朝日放送からの）開局70周年を迎えたことを記念した『ABCラジオ開局70周年記念日特別企画〜あなたと私でプラチナ婚式〜』を、自社制作で編成している通年放送の生ワイド番組（『朝も早よから 芦沢誠です』『おはようパーソナリティ道上洋三です』『ドッキリ!ハッキリ!三代澤康司です』『ますだおかだ増田のラジオハンター!』『ウラのウラまで浦川です』『ABCミュージックパラダイス』）内で順次実施[117]。
- 2022年（令和4年）3月25日 - 『おはようパーソナリティ道上洋三です』をこの日で終了。前述した事情から道上の復帰が叶わなかったため、パーソナリティ代理の小縣裕介（朝日放送テレビアナウンサー）が45年間にわたる放送を締めくくった[118]。翌週（3月28日）以降は、後継番組として『おはようパーソナリティ小縣裕介です』を月 - 木曜日、『おはようパーソナリティ古川昌希です』を金曜日に編成。
- 2023年（令和5年）
  - 9月14日 - 阪神タイガースがこの日の対読売ジャイアンツ戦（阪神甲子園球場でのナイトゲーム）において、2005年以来18年振りのセントラル・リーグ優勝を決めたことを受けて、『ABCフレッシュアップベースボール』枠での中継が終了した22:00から翌15日の未明（1:30）にかけて『緊急放送! おめでとうタイガース!今夜はおはパソARE虎騒ぎ』を本社のスタジオから生放送。
  - 10月29日 - 25:00（30日1:00）の放送終了をもって、京都中継局を廃局[119]。
  - 11月6日 - 日本シリーズでオリックス・バファローズと初めて対戦していた阪神タイガースが、前日（5日）にナイトゲームとして開催された第7戦（京セラドーム大阪）での勝利によって1985年以来38年振りのシリーズ制覇を達成したことを受けて、『タイガース日本一!おはパソおめでとう特番』（『おはパソ』こと『おはようパーソナリティ』シリーズがベースの特別番組）をこの日の未明（1:01 - 3:00）に急遽生放送。
- 2024年（令和6年）
  - 8月7日 - この日に開幕した「第106回全国高等学校野球選手権大会」に合わせて、radikoのプラットフォーム上に初めて、大会期間中の開会式・閉会式と全試合の実況音声を完全無料で日本全国に配信するチャンネル『オーディオ高校野球』を開設（ライブ配信のみ。放送後のオンデマンド配信はなし）。ラジオ中継との同時（サイマル）配信に加えて、編成上の事情で関西ローカル向けのラジオ中継を17:50で終了してからも単独で配信を続けることによって、2009年のラジオ中継を最後に途切れていた「大会全試合の完全生中継」を事実上再開[120][121]。
  - 9月27日 - 平日の深夜帯における大規模な番組改編の一環として、『ABCミュージックパラダイス』の放送を再び終了。
  - 10月1日 - 自社制作による日替わりの生放送番組を包括するレーベルとして、この日から「みっくすっ。」を火 - 金曜日未明の1時台（月 - 木曜日の25時台）に新設[122]。朝日放送ラジオが当該時間帯に自社制作の生放送番組をレギュラーで編成することは、『with you』の終了（前述）以来3年振りで、レーベル内の全番組をOPENREC.tv（映像配信サービス）と連携させている。

## 社史・記念誌
- ABC 創業五周年記念 1956年11月11日発行、272ページ[123]。
- ABC十年（朝日放送株式会社 十周年記念誌編集委員会・編） 1961年3月15日発行、198ページ[124][125]。
- 朝日放送の50年 本史（朝日放送社史編集室・編） 2000年3月発行、423ページ[126]。
- 朝日放送の50年 番組おもしろ史（朝日放送社史編集室・編） 2000年3月発行、183ページ[127]。
- 朝日放送の50年 資料集（朝日放送社史編集室・編） 2000年3月発行、391ページ[128]。
- 朝日放送グループ70年の歩み：更なる進化、未来への躍動（朝日放送グループホールディングス株式会社コンプライアンス広報局社史編集担当・編集） 2021年9月発行、423ページ。
- ABCラジオ本（三才ブックス）2023年11月発行、312ページ。ISBN 978-4866733920

## 送信状況

### 送信所
| AM放送                 | AM放送  | AM放送      | AM放送                        | AM放送 |
| 親局                   | 周波数  | 空中線 電力 | 所在地                        | 備考 |
| ---------------------- | ------- | ----------- | ----------------------------- | --- |
| 大阪                   | 1008kHz | 50kW        | 大阪府高石市綾園 4丁目4番17号 | 1951年11月のラジオ放送開局時 - 1960年11月10日は、堺市築港南町（現在の同市堺区築港南町）の三宝海岸にあった堺ラジオ送信所から電波を発射。 海岸部という条件から電波が遠方まで届いていたが、海水による機器の劣化など、保守面で問題を抱えていた。 このため、内陸にある泉北郡高石町（現在の高石市）へに現在の送信所を建設し、ラジオ開局9周年に当たる1960年11月11日から電波を発射している。 |
| FM補完放送（ワイドFM） |         |             |                               | |
| 中継局                 | 周波数  | 空中線 電力 | 所在地                        | 備考 |
| 大阪 FM 補完 中継局    | 93.3MHz | 7kW         | 奈良県生駒市鬼取町 662番1号   | 大阪府東大阪市との府県境にある生駒山に設置されたFM補完中継局で、2016年3月19日正午から本放送を開始。 朝日放送テレビの送信所に併設されている。実効輻射電力12.5kW |

#### 送信所の工事による深夜の放送休止
朝日放送ラジオ高石送信所は、通常は午前4:35（土・日曜は4:30）を編成上の基点時間とした24時間放送であり、毎週月曜未明・早朝の放送休止時間（1:00- 4:35、2022年10月時点）を放送設備のメンテナンスに充てているほか、2000年代におよそ2年に1回のペースで工事を実施。工事期間中には、月曜未明・早朝を除いて当該時間帯で生放送を実施している『もうすぐ夜明けABC』や、早朝番組の『ABCラジオショッピング』を休止している。
2005年の送信所工事
7月31日（日）- 9月3日（土）1:00 - 5:00の時間帯に放送を休止。通常は1時台に放送されている番組のうち、ノンスポンサー番組の大半や、4時台の宗教番組を休止した。また、後述するオープニング・クロージングを割愛する一方で、山下剛アナウンサーによる休止関連の告知を放送。ただし、ノンスポンサーの1時間番組であった『魁!!ランディーズ』『スレッドキングABC』については、放送枠を30分間に縮小したうえで放送を続けた。
2007年の送信所工事
8月6日（月） - 11日（土）及び13日（月） - 18日（土）2:00 - 4:35（土曜日は4:30）の時間帯に放送を休止。休止の時間帯には、オープニング・クロージングを割愛する一方で、2005年と同じく休止関連の告知を放送した。なお、当時月曜日1:00 - 2:45（日曜日深夜）に編成されていた『誠のサイキック青年団』については、8月6日・13日のいずれも1:00 - 2:00に短縮放送を実施。その一方で、8月12日（日）の未明・早朝のみ、通常編成に戻している。
2020年の送信所工事
8月18日（火） - 9月5日（土）の平日深夜1:00 - 4:15の時間帯に休止。過去のパターンと違って土曜深夜（日曜早朝）の休止は伴わない。休止対象となるのは『with you』であるが、これまでとは違いワイドFMでの送信やradikoでの配信があるため、番組自体の休止はせず、そちらで聴くよう促している。
また、1997年の京都中継局設備工事と2000年の高石ラジオ送信所放送設備の更新工事期間中には、当時アナウンサーだった芦沢誠による休止関連の告知を放送している。

### AM放送
近畿広域圏を放送対象地域に定めているが、中波放送（AM）の中継局は京都市に京都中継局が1997年から2023年にかけて設置されていたのみである。
放送区域については、良好に聴取可能なマーケットエリア（5mV圏）は大阪府の殆どをはじめ、京都・奈良・滋賀・和歌山各府県の一部、兵庫・岡山・香川・徳島各県の瀬戸内海沿岸となっており近畿地方以外では岡山市・倉敷市・高松市・徳島市も含まれる。サービスエリア（0.25mV圏）は東は静岡県西部（浜松市周辺）、西は福岡県・大分県の瀬戸内海沿岸（北九州市・大分市周辺）、北は福井県（福井市周辺）や鳥取県（鳥取市周辺）、南は高知県（室戸市・高知市周辺）までをカバーしている。
近畿地方の山間部などの一部地域では夜間以外は聴取困難ないし不可能な地域がある。昼間は、近畿広域圏以外では、東は静岡県(2016年に千葉県館山市で受信した事例がある。付近から西は広島県付近や大分県中津市付近や福岡県豊前市付近までの地域で聴取可能である。
大阪親局（高石送信所）の電波は、夕方から朝方までは、上空の電離層の反射により遠距離まで届くようになるため、中京圏、首都圏、四国、九州、東北などの全国各地で聴取することができる。
ただし、一部地域では、周波数が近いNHK福岡放送局のラジオ第2放送（1017kHz）と混信する場合がある(ただし深夜は停波)。近隣国では1008kHzを使う局が韓国のKBS束草局（50kW）、ロシアのRadiostantsiya Yunostハバロフスク局（50kW）、中華民国（台湾）の台湾国際放送（600kW）があり、混信する場合がある。
1992年3月15日から2010年3月14日 までは、親局・京都局とも（京都局は1997年の開局と同時）AMステレオ放送を24時間実施していた。
2023年7月28日、インターネットラジオのradikoの普及やFM補完中継局（ワイドFM）により、京都市内でも良好に聴取できることに伴い、同年10月29日の放送終了後に京都中継局を廃局にすることをABCラジオを含む在阪ラジオ局3社共同で発表した。

### radiko
2010年3月15日からは、朝日放送の本社に関西地方のradiko配信システムセンターを設置。他の在阪ラジオ5局と共同で、ウェブサイト「radiko.jp」 において、IPサイマルラジオ（インターネットによるサイマル放送）の実用化試験配信を実施していた。ただし、試験配信の期間中は、配信エリアを大阪・京都・兵庫・奈良の2府2県に制限していた。
2010年12月1日からのradiko本運用では、配信エリアを滋賀県と和歌山県にも拡大したため、近畿2府4県内であればradikoによる朝日放送ラジオの聴取が可能になった。放送局記号は「ABC」で、『radiko.jp』プレミアム（本来の放送・radiko配信外エリアからも番組を聴取できる有料サービス）には、運用開始（2014年4月1日）の当初から参加。同日12:00から生放送のレギュラー番組『とことん全力投球!!妹尾和夫です』が、『radiko.jp』プレミアムによる最初の同時配信番組になった。
2023年5月7日（日曜日）までは、2 - 3時間にわたって放送していた生ワイド番組（『おはようパーソナリティ』シリーズや「ABCパワフルアフタヌーン」枠の番組など）の同録音源を、radikoが提供する「タイムフリー聴取サービス」（放送済み番組の音源を放送日から1週間限定で再生できるサービス）向けにそのまま提供していた。このサービスには1番組当たりの再生可能時間に「3時間」という上限を設けているため、翌8日以降の当該番組については、「同録音源を基本として1時間ごとに分割したうえで個別に配信する」との措置が為されている。放送時間が基本として3時間（平日の12:00 - 15:00）の「パワフルアフタヌーン」枠内の番組を例に取れば、2023年5月8日（月曜日）に放送された『上沼恵美子のこころ晴天』以降の番組では、配信対象の同録音源を「12:00 - 13:00」「13:00 - 14:00」「14:00 - 15:00」の3本に分割。年始を除いて放送時間を2時間30分（平日の6:30 - 9:00）に固定している『おはようパーソナリティ』シリーズでは、同日放送分の『おはようパーソナリティ小縣裕介です』から「6:30 - 7:00」「7:00 - 8:00」「8:00 - 9:00」の3本に分けている。MBSラジオでも、2024年1月1日（月曜日）の早朝（5:00）に放送された番組から、「タイムフリーサービス」での音源の配信に上記の措置を適用。
なお、2024年から全国高等学校野球選手権本大会の期間限定で開設している「オーディオ高校野球」では、ラジオ中継の終了後に単独で配信されていた実況のアーカイブ音源を「タイムフリー聴取サービス」で公開していない。ラジオ中継とのサイマル配信分のアーカイブ音源については、中継局（関西ローカル向け中継の場合には朝日放送ラジオ・他局とのネット中継の場合には同局とネット局）から「タイムフリー聴取サービス」に提供されているため、「オーディオ高校野球」のサービス開始後も「タイムフリー聴取サービス」を通じて聴取できるようになっている。
その一方で、2024年10月8日（月曜日）から「タイムフリー聴取サービス」に追加された「タイムフリー30」（過去30日間に放送された番組の音源を時間無制限で再生できるオプションサービス）には、自社制作による生放送番組（『おはようパーソナリティ』シリーズや「ABCパワフルアフタヌーン」枠の番組など）の同録音源の提供を見合わせている。このような事情から、「タイムフリー聴取サービス」向けの配信サイトでは、当該番組の配信音源に「この番組は『タイムフリー30』に対応していないため、『ラジコプレミアム』にご登録いただいている方も含め、放送日から8日目以降は聴くことができません」との注記が添えられるようになった。

### FM補完放送（ワイドFM）
朝日放送ラジオでは、AM放送のサービスエリア内における難聴・災害対策を目的に、総務省へFM補完放送（ワイドFM）の免許を申請。その結果、毎日放送（現在のMBSラジオ）・大阪放送→ラジオ大阪（OBC）と共に、2015年7月27日付で予備免許を交付された。
予備免許の交付後は、試験電波の発射を経て、2016年2月29日付でMBS・OBCと共にFM補完中継局本免許を交付。3月19日（土曜日）の12:00に編成する『ほんまもんのワイドFMをハッキリ愛して』（朝日放送ラジオ・MBSラジオ・OBCの共同制作・同時生放送による特別番組）から、従来のAM放送と並行しながら、関西地区のラジオ局では初めて大阪FM補完中継局からの本放送を開始した。
周波数は93.3MHzで、大阪府のほぼ全域と兵庫県・京都府・和歌山県・奈良県の一部をサービスエリアに設定。乾麻梨子アナウンサーが、ABC代表の「ワイドFM大使」として、MBSラジオ・OBCの番組やPRイベントにも登場している。
なお、2020年6月19日（金曜日）からは、「虎ジオ」（USB充電式・円形缶バッジ状の朝日放送ラジオワイドFM専用受信機）を発売。年度上半期を中心に阪神タイガースの公式戦を長年中継していることを背景に、タイガースのニックネームにちなんで「虎」の名を冠したほか、タイガースのホームゲーム用ユニフォームをかたどったデザインを受信機に施している。この発売に先駆けて、同月の聴取率調査週間には、タイガース関連番組・コーナー共通のリスナープレゼントに提供されている（希望するリスナーから抽選で100名に進呈）。

#### FM補完中継局の親局化構想
朝日放送ラジオが加盟する日本民間放送連盟では、FM補完中継局制度を見直す方針を2019年に公表。連盟に参加するAM放送事業者（民放AM局）が2028年までにAM放送免許の更新時期を迎えることを踏まえて、民放AM局独自の経営判断によってAM放送からFM放送への転換（またはAM・FM放送の併用）が可能になるような制度の整備を求める要望書を、総務省が設置する「放送事業の基盤強化に関する検討分科会」に提出した。総務省も2020年10月に『民間ラジオ放送事業者のAM放送のFM放送への転換等に関する「実証実験」の考え方』を公表したことから、民放AM47局で組織する「ワイドFM（FM補完放送）対応端末普及を目指す連絡会」では、（朝日放送ラジオ・MBSラジオ・ラジオ大阪の在阪3局を含む）44局が2028年秋までにFM局への転換を目指していることを2021年6月15日に発表した。この発表の時点では、AM局からFM局への転換（従来のFM補完中継局の親局化）において「従来のAM放送を停波する」というパターンや「従来のAM放送を補完的に活用する（FM・AM併用）」というパターンが想定されているが、朝日放送ラジオからは親局化の時期や具体的な計画が明らかにされていない。

## 聴取率・JRN及びNRN番組のネット受け状況

### 番組編成の特徴
かつては、トーク・バラエティー番組が多いMBSラジオと、歌謡曲のリクエスト番組が多い朝日放送ラジオとの間である程度棲み分けが存在していた。しかし、在阪FM局躍進の影響で若年層のリスナーが減っているため、現在では以上のイメージが混在しつつある。
番組編成については、平日には自社制作番組の比率が高い。しかし、土曜・日曜はかねてから、早朝・夜間を中心にTBSラジオ・文化放送・ニッポン放送制作の箱番組を比較的多く放送。一部の時間帯では、かしわプロダクションからの配給による収録番組を充てている。また、開局当初から宗教番組を放送している他（2024年10月現在は早朝4時台に集約）、2010年代以降は通販番組が早朝や日中を中心に組まれている。
毎年春と秋に実施される番組改編の比率も、2009年7月の改編（後述）までは、FM局を含めた在阪ラジオ局の中でFM802に続いて少なかった。
土曜・日曜の午後には、1980年代から長時間のワイド番組を編成することが多い。この編成は、阪神戦（土曜日は2004年まで近鉄戦）のデーゲーム中継や、後述する競馬中継を考慮していることによる。
基本として毎年3月下旬 - 9月上旬に放送される日本プロ野球の中継については、自社制作による関西ローカル向けの阪神戦中継を中心に、TBSラジオがキー局に当たるJRN（火曜・水曜・木曜のデーゲームとナイター、土曜・日曜のデーゲーム、場合によっては祝日にあたる月曜デーゲームも担当＝例として京セラドームの「オリックス・バファローズ対福岡ソフトバンクホークス』月曜祝日デーゲームをRKB毎日放送に裏送りネットをしたことがある）や、ニッポン放送（月曜・金曜のデーゲームとナイター）や文化放送（土曜・日曜のナイター）がキー局に当たるNRNにも対応。ニッポン放送や文化放送が制作する収録番組を、プロ野球のオフシーズンに放送することもある。『箱根駅伝実況中継』（文化放送制作）や『福岡国際マラソン中継（KBCラジオ・ニッポン放送共同制作。朝日新聞社主催）など、プロ野球以外のNRNのスポーツ中継については、大阪地区で朝日放送ラジオだけが放送することが多い。かつてはJリーグなどのサッカーの試合も（主にニッポン放送制作分の同時ネット方式で）中継していたほか、2007年から2018年までの箱根駅伝中継には、朝日放送（当時）に所属する関東地区出身のスポーツアナウンサーから1名を実況要員として派遣。一時は、自社で制作したラジオドラマを、文化放送とニッポン放送にレギュラーで1番組ずつ配信していた。
関西地区におけるニュースのネットワークについては、JRNをMBSラジオ・和歌山放送が、NRNをラジオ大阪・京都放送・和歌山放送が担当するのに対して、分社前のテレビ部門のネットチェンジ以降、ネットワークニュース担当から外れている朝日放送ラジオは朝日新聞からの協力の下にニュースを自社で制作している。そのため東京地区のニュースに関してはNRN担当から外れることが多いニッポン放送と提携し、同局から配信されたニュース音源を取り上げたり、中継を結ぶこともある（関東地区ののNRNニュースはごく一部の番組を除き原則的に文化放送・栃木放送・LuckyFM茨城放送が担当）。
1975年7月からは、日曜日の午後に『ABC中央競馬中継』を編成。先に中継を始めていたMBSとの差別化を図るべく、虫明亜呂無をレギュラーゲストに迎えるなど、競馬のロマン性を前面に押し出していた。1980年代からは、阪神のデーゲーム中継や生ワイド番組への内包コーナー扱いで、当日のメインに該当する1つのレースのみ中継。阪神戦の中継と重なる場合には、競馬の生中継を優先するか、レース終了後に時差放送形式で実況音源を流していた。しかし、2013年4月改編で競馬中継から撤退。2004年から競馬の重賞レース期間中に独立番組として放送されてきた『ジョッキー・ルーム』も、この改編から放送を開始した生ワイド番組『Monday! SPORTS - JAM』に内包されるようになった。
アニラジに関しては、2019年3月30日まで文化放送制作の番組『上坂すみれの♡（はーと）をつければかわいかろう』（制作局文化放送では2021年3月27日まで）が1本放送されていた。自社制作のアニラジは一貫して制作されていなかった が、2014年4月から1年間、初めて自社制作による『吉田仁美のプリキュアラジオ キュアキュア♡プリティ』を放送していた。2018年4月には朝日放送テレビ制作の声優を題材としたドラマ『声ガール!』の関連番組として『戸松遥のおとまつでした。』が10週にわたり日曜深夜に放送された。2019年4月以降、アニラジはネット受けも含めて全く編成されていない。

### 「スペシャルウィーク」
朝日放送ラジオでは例年、年に数回（現在は4月[6月・10月・12月、以前は6月・12月のみ）実施される「ビデオリサーチ関西圏ラジオ個人調査」（いわゆる聴取率調査）期間に合わせてスペシャルウィーク（以前は「ABCラジオ ジューシーデイズ（14DAYS）」と題していた）というキャンペーンを展開している。「ジューシーデイズ」という名前は、聴取率週間の前週から2週間開催されることによる。2007年頃までは、6月と12月の聴取率調査に合わせたキャンペーンに、毎回違ったタイトルを冠していた。ただし、年4回の調査に移行してからは、「（季節名）のジューシーデイズ」に統一。サブタイトルで変化を付けていた。調査期間が1週間に短縮されてからは、「ジューシーデイズ」に代わって、期間ごとに異なる名称を使用（例：2015年12月「ABCラジオ やったるDAYS」）。その一方で、調査前週の月曜日から調査最終日（日曜日）までの期間を、「スペシャルウィーク」に設定している。
また、「ジューシーデイズ」の期間中は、日曜日の最終番組終了後に特別番組枠として「サンデーミッドナイトスペシャル」を編成。レギュラー番組の特別版、パイロット番組、『ハロプロやねん!スペシャル』などを組み込みながら終夜放送を実施していたが、現在は聴取率週間でもメンテナンスを実施する場合が多い。2010年度の夏は「アタックウィーク」と銘打ってのキャンペーンを展開していた。
年頭から日本国内で新型コロナウイルスへの感染が拡大している2020年の聴取率調査週間では、6月にスペシャルウィークの設定を見送ったものの、12月の調査週間（第3週）および前週（第2週）に設定した「ABCラジオ リスナー大感謝まつり」で異例の企画や編成を実施。万博記念公園（大阪府吹田市）で例年開催している全局ぐるみの公開イベント（「ABCラジオまつり」「ABCラジオ スプリングフェスタ」）が新型コロナウイルス感染拡大の影響で中止を余儀なくされていたことを背景に、自社制作による生ワイド番組間のコラボレーション企画として、前後や別の時間帯の番組のパーソナリティをゲストとして連日出演させている（例：「ABCパワフルアフタヌーン」月曜枠『上沼恵美子のこころ晴天』から上沼恵美子が『おはようパーソナリティ道上洋三です』の12月14日放送分にゲスト出演）。また、（ナイターオフ期間限定番組の『ラジオで虎バン!』『伊藤史隆のラジオノオト』を含めて）正時スタートの生ワイド番組の放送枠が連続する時間帯（平日9:00・12:00・15:00・19:00および土曜日10:00）には、「ABCラジオ リスナー大感謝まつり」の期間中のみ（通常は番組の合間に1分間設定している）ステーションブレイクをはさまず、前枠番組（通常編成より放送時間を1分間延長）→時報CM→時報→後枠番組の順に放送。前枠番組のエンディングでは、MBSラジオ平日午後～夕方帯の生ワイド番組のように、後枠番組の出演者とのクロストークの時間も特別に設けている。このような編成は、2021年の「リスナー大感謝まつり」期間中も継続。日本プロ野球（NPB）セ・パ交流戦期間中の終盤と重なった6月第2週の「リスナー大感謝まつり」では、朝日放送時代にテレビ・ラジオのスポーツ中継で長らくテーマソングに使われていた「ウィーンはいつもウィーン」を、全局ぐるみのキャンペーンソングとして一時的に復活させた。
なお、聴取率調査期間とは異なるものの、2020年3月には「今こそ、家族とABCラジオ」というキャンペーンを展開。「親子電話」（リスナーの親子から希望者が電話で出演する企画）「親子リクエスト」（親子で楽しめる楽曲のリクエスト企画）「エビシー（朝日放送グループのステーションキャラクター）がパッケージに描かれたコーンポタージュ味のうまい棒を（局全体で）1万本プレゼント」など、親子ぐるみのリスナーに焦点を当てた特別企画を自社制作の生ワイド番組で連日実施しているほか、『ラジオで卒業式～今こそ、家族とABCラジオ～』という特別番組の編成に至っている。日本国内における新型コロナウイルス感染拡大防止策の一環として、国内の大半の小中学校・高校・特別支援学校で、同月の第1週から一斉休校やクラブ活動の一斉休止措置が講じられていたことによる。このキャンペーンを背景に、2020年6月からは一時、「いつもの笑顔で ABCラジオ」というステーションメッセージを設定している。

### 聴取率
聴取率については、2008年頃までかなり高く、大阪府内に本社を置くMBSラジオやラジオ大阪（OBC）やFM各局など他局の追随を許さない状態が続いていた。2007年10月のビデオリサーチによる関西圏聴取率調査では、15期連続となるAM局内首位を達成（FM局を含めた全局内首位は7期連続）。平日の昼間に関してはFM局とは互角で、MBSラジオやOBCとは大きく差を開けていた。特に、平日朝の『おはようパーソナリティ道上洋三です』、平日昼間の『上沼恵美子のこころ晴天』、ナイターオフ番組の『歌謡大全集』、月〜金曜深夜の『ABCミュージックパラダイス』（2009年上半期で一旦終了・2021年秋改編で第2期として再開）、日曜深夜の『誠のサイキック青年団』（2009年3月終了）などは長寿番組で聴取率も非常に高かった。

しかし、2008年12月の聴取率調査では平日昼間の番組に関して、MBSラジオの『こんちわコンちゃんお昼ですょ!』が放送時間帯全局聴取率1位を獲得、FM局も含む全局全番組中の聴取率でも4位となり、同時間帯放送枠の「ABCパワフルアフタヌーン」が後塵を拝する立場に逆転。2009年3月には『サイキック』が「諸般の事情により前週の放送にさかのぼって最終回とする」という前代未聞のアナウンスで突然の打ち切りとなる。

### 2009年 - 2013年の改編
2009年4月、MBSラジオは当時の局史上最大規模となる番組改編（改編率53%）を実施。同年6月の聴取率調査で在阪局の単独首位に立った。これに対して、朝日放送ラジオでは2009年7月6日放送分から、平日午前 - 午後の時間帯と全日22時 - 深夜の時間枠を大幅に改編。『ABCヤングリクエスト』以来43年続いた平日22 - 25時台の自社制作枠を金曜日の新番組『ミューパラ アグレッシブ』（『ABCミュージックパラダイス』の後継番組）に縮小するなど、自社制作番組の比率を改編前から20%ほど減らした。
平日の22時 - 深夜3時台には、『銀河に吠えろ!宇宙GメンTAKUYA』（2009年11月30日から『オールナイトニッポンGOLD』、いずれもニッポン放送制作で月 - 木曜日のみネット）→『レコメン!』（文化放送制作、24:00台の全国ネット枠のみ）→『JUNK』（TBSラジオ制作） など、在京局の制作番組のネット受けに転向した。
朝日放送ラジオが7月としては異例の大規模な改編に踏み切った背景には、前述の聴取率調査の結果（ただし、聴取率の結果が発表されるのは翌月中旬であるため、改編時点では結果は発表されていない）とは別に、新社屋の移転（2008年6月）などによる経費の増大、広告収入の赤字、テレビ部門の地上デジタル放送の設備投資の影響が挙げられる。また、平日夜間 - 深夜帯を中心に在阪FM局の台頭が著しいことや（これはMBSラジオやOBCでも同じ傾向が見られる）、「東京の番組を関西でも放送して欲しい」というリスナーの要望が以前から多かったこともある。ただ、その後の聴取率調査でも、MBSラジオ（2009年10月調査）やFM802（2009年12月調査）に首位を奪われた。また、セッツインユース（全局聴取率）は7.9％（2009年10月調査）に低下していた。
これを受けて朝日放送ラジオでは2010年春にもさらに43.8%の大幅改編を実施し、番組時間帯の見直しなどを実施。これにより同年4月期の調査で3期ぶりに同率ではあるが首位に返り咲き、平日平均シェアも単独首位となった。さらに2011年春の調査でも全日・平日平均で首位となった。しかし、その後の調査では、首位の座を再びMBSラジオに明け渡している。
なお、2013年1月には、ナイターオフ編成下では異例の番組改編を実施。2012年12月の最終週には、土曜・日曜に放送してきた自社制作番組（『芦沢誠のGO!GO!サタデー』『日曜さくらい倶楽部』『しもぐち☆雅充の今夜は歌わナイト』『小山乃里子のうた声ラジオ』など）を一斉に終了させた。これらの枠については改編後も自社制作を維持し、主として30-40代のいわゆる「団塊ジュニア」世代をターゲットとした新番組を立ち上げている。

### 2014年4月の改編「+Radio」
2014年3月31日から始まる同年の4月改編では、「radiko.jpプレミアム」の運用開始を背景に、在京局制作番組（前述）の同時ネットに充てていた月 - 木曜日 22:00 - 25:00台・月 - 金曜日25:00 - 27:00台の編成方針を一新。『オールナイトニッポンGOLD』（『銀河に吠えろ!宇宙GメンTAKUYA』の後継番組）、『レコメン!』シリーズ、および『JUNK』の同時ネットを終了させたうえで、『よなよな…』『夜は、おととも』（いずれも自社制作・生放送の帯番組）の放送を開始した。ちなみに、上記の時間帯に自社制作のレギュラー番組を編成するのは、『ABCミュージックパラダイス』『ABC発午前1時』の終了（2009年7月）以来4年9か月ぶりである。編成全体では、30代・40代やスマートフォンからradikoで番組を聴取するリスナーに向けて、「+Radio」（プラス・ラジオ） というコンセプトを提唱。上記以外の時間帯の番組でも、放送時間や出演者を相次いで変更している。
この改編について、当時の朝日放送ラジオ側では「ラジオというのは何かあった時に頼られる媒体。当社も大災害への備えをしておくべきということで、今春の改編で生放送率を79％に、自社制作率を93％に上げた。ラジオは地域密着型であるべきだし、一方、エリアフリーの「radikoプレミアム」のサービス開始で、全国のリスナーに当社のラジオを聞いてもらいたいということも背景にあった。」と説明している。

### ワイドFM開始後の改編
radikoプレミアムのスタート後、大きな改編はしばらく実施していなかったが、2016年秋改編にて1968年から48年間続いていた早朝5 - 6時台前半の『おはようパートナー』シリーズを終了させて『朝も早よから 中原秀一郎です』をスタート。また、1983年から34年間続いていた3 - 4時台の『もうすぐ夜明けABC』（および同じパーソナリティが出演する2014年スタートの1:00 - 3:00枠『夜は、おととも』）を2017年末で終了し、2018年明けから『おととも』『もうすぐ夜明け』2番組の枠を統合の上パーソナリティを一新した『with you』がスタートしている。

土曜午後のワイド番組については、『南山千恵美のMusic Smile』が2016年秋改編で終了したことに伴って、慶元まさ美（「おはようパートナー」シリーズの最終パーソナリティ）の冠番組『慶元まさ美のSounds Good!』を放送。もっとも、慶元は2017年春改編からラジオ大阪で『慶元まさ美のハッピー・モーニング』（平日午前中の帯番組で）のパーソナリティも担当。日曜日を除く週6日にわたって複数のラジオ局で長時間の生放送番組へ単独で出演する事態に至ったため、2017年秋改編から『Sounds Good!』に代わって『感度良好!中野涼子です』が放送されている。
平日午前 - 夕方枠のワイド番組については、2010年度から2017年度まで手を付けられていなかったが、2018年4月改編で「ABCパワフルアフタヌーン」火曜枠の『とことん全力投球!!妹尾和夫です』が日曜の午前枠で『全力投球!!妹尾和夫です。サンデー』として再スタート。火曜枠には、『よなよな…』月曜パーソナリティの森脇健児を異動させたうえで、『森脇健児のケンケン・ゴウゴウ!』を立ち上げた。『よなよな…』でも、森脇に代わって増田英彦（ますだおかだ）を火曜枠のパーソナリティに起用するなど、水曜以外の曜日でパーソナリティの顔触れを一新した。
2019年には、金曜日の22 - 24時台に編成されていた『下埜正太のショータイムレディオ』の放送枠を、1月から9月まで火 - 木曜の21時台にも拡大。金曜日のみ、1月から放送開始時間を21時台に繰り上げる一方で、24時台の後半に『藤原竜也のラジオ』 を始めた。また、朝日放送ラジオにおける中原秀一郎との嘱託契約期間満了に伴って、『朝も早よから 中原秀一郎です』のパーソナリティを1月から朝日放送テレビアナウンサーの芦沢誠・桂紗綾に交代。月 - 木曜は『朝も早よから 芦沢誠です』、金曜のみ『朝も早よから 桂紗綾です』（金曜）として放送されている。
さらに、2019年4月からは、平日の午前ワイド枠（9:00 - 12:00）と夕方ワイド枠（15:00 - 17:55）を月 - 木曜日と金曜日で分割。従来の平日帯ワイド番組（午前枠『ドッキリ!ハッキリ!三代澤康司です』・夕方枠『武田和歌子のぴたっと。』）の放送曜日を月 - 木曜日に短縮する一方で、金曜の午前枠に『喜多・西森のゆかいな金曜日!』、金曜の夕方枠を『浦川泰幸の金曜はウラから失礼』に充てた。このため、平日早朝 - 夕方のワイド枠で月 - 金曜日を通じて放送される番組が、『おはようパーソナリティ道上洋三です』だけになった。

### 2020年代以降の改編
2020年の10月改編でも、平日の早朝 - 夕方で、『おはようパーソナリティ道上洋三です』を除いて月 - 木曜日と金曜日に別々の生ワイド番組を編成する体制を維持。ただし、平日夕方枠の番組を『武田和歌子のぴたっと。』から『ウラのウラまで浦川です』（『金曜はウラから失礼』の後継番組）、金曜夕方枠の番組を『浦川泰幸の金曜はウラから失礼』から『柴田・西森のぼちぼち金曜日』（『ゆかいな金曜日!』の後継番組）、金曜午前枠の番組を『喜多・西森のゆかいな金曜日!』から『横山太一のピカイチ☆ブランチ!』に変更した。
2021年の4月改編では、『柴田・西森のぼちぼち金曜日』に代わって『岩本・西森の金曜日のパパたち』を開始。また、『東野幸治のホンモノラジオ』を金曜日の深夜25時（土曜1時）台で新たに編成したことに伴って、『with you』の金曜深夜（土曜未明）放送分は放送時間を1時間に短縮している。
旧・朝日放送時代からの通算でラジオ開局70周年（2021年11月）を控えていた同年の10月改編（9月27日実施）では、2009年7月に終了していた『ABCミュージックパラダイス』（『ミューパラ』）を、放送開始30周年を迎えるタイミングで12年3か月ぶりに平日の22 - 24時台で「再始動」。これに伴って、当該時間帯での生放送番組（『よなよな…』『下埜正太のショータイムレディオ』）が終了、「ABCパワフルアフタヌーン」の火・木曜枠を再編。長年にわたって水・木曜枠で人気を博してきた『桑原征平粋も甘いも』で水曜枠への「濃縮」・アシスタントの変更などを実施したほか、『森脇健児のケンケン・ゴウゴウ!』を終了させた。その一方で、『ミルクボーイの火曜日やないか!』を火曜枠でスタート。木曜枠には、『よなよな…』の火曜日に出演していた増田英彦（ますだおかだ）と、『武田和歌子のぴたっと。』（2020年10月まで平日の夕方に放送されていた生ワイド番組）を担当していた武田和歌子（朝日放送テレビアナウンサー）による冠番組『ますだおかだ増田のラジオハンター!』を編成する。さらに、『with you』、『全力投球!!妹尾和夫です。サンデー』、『Monday! SPORTS - JAM』（『ミューパラ』第2期のパーソナリティに起用された朝日放送テレビ所属のスポーツアナウンサーがナビゲーターを務めるスポーツ情報番組）を終了させるなど、自社制作番組を大幅に入れ替えたことから、改編率は42.1%にまで達している。さらに、『with you』に代わって、パーソナリティを立てない音楽番組（事実上のフィラー番組）として『R→933』を日曜以外の深夜帯に編成している。
なお、『おはようパーソナリティ道上洋三です』のパーソナリティを45年間にわたって務めてきた道上洋三は、2021年9月11日（土曜日）に脳梗塞を発症。翌週（同月14日）以降の同番組および、10月以降の『道上洋三の健康道場』（事前収録による派生番組）では、朝日放送テレビの他のアナウンサーによる代演体制が講じられた。しかし、道上の復帰に目途が立たないことから、道上をリハビリに専念させるべく『おはようパーソナリティ道上洋三です』を2022年3月25日（金曜日）で終了。翌週（同月28日）からは、『おはようパーソナリティ小縣裕介です』が月 - 木曜分、『おはようパーソナリティ古川昌希です』（小縣裕介・古川昌希はいずれも2021年の11月以降に『 - 道上洋三です』での代演を経験していた同局アナウンサー）が金曜分の放送枠を引き継いでいるほか、『道上洋三の健康道場』では伊藤史隆（朝日放送テレビアナウンサー）が道上の代理扱いでパーソナリティに加わった。なお、『おはようパーソナリティ』シリーズが上記のように改編されたことに伴って、自社制作で平日の早朝から午前中にかけて（5 - 11時台）と夕方（15 - 17時台）にレギュラーで編成している生ワイド番組は「月 - 木曜分と金曜分でパーソナリティやアシスタントを別の人物が担当する」という体制に統一。改編後最初の聴取率調査（2022年6月第3週）では、全ての時間帯で（FM単営局を含めた）在阪局2位（AM・ワイドFM兼営局ではトップ）の聴取率を記録したほか、（『朝も早よから』と『おはようパーソナリティ』が放送されている）平日5・6時台やプロ野球中継の聴取率で全局のトップに立った。
2022年の10月改編では、『横山太一のピカイチ☆ブランチ!』に代わって、『きっちり!まったり!桂吉弥です』（桂吉弥にとって初めての単独冠生ワイド番組）を金曜日の午前中に編成。『ピカイチ☆ブランチ!』の終了については横山太一（朝日放送テレビアナウンサー）を同年4月から担当している『news おかえり』（平日夕方の関西ローカル向け報道・情報番組）のメインキャスターに事実上専念させることを踏まえたもので、吉弥はかねてから出演している『征平・吉弥の土曜も全開!!』と合わせて、午前中の生ワイド番組へ2日続けてレギュラーで登場することになった。その一方で、吉弥などが20年半にわたって「隊長」（パーソナリティ）を務めてきた『夕刊探検隊』（朝日新聞大阪本社の単独提供による週1回放送の収録番組）シリーズが、9月26日放送分の『とびだせ!夕刊探検隊』で終了。翌週（10月3日）からは、『笑い飯哲夫のしんぶん教室』が放送枠とスポンサーを引き継いでいる。また、『ABCミュージックパラダイス』の平日放送を続けながら、10月8日から土曜日の夜間で『ABCミュージックパラダイス＋（プラス）』という姉妹番組の放送を開始。放送時間は両番組で異なるものの、2008年3月まで土曜日に実施していた『ミュージックパラダイス』のレギュラー放送を13年半振りに復活させた。さらに、改編前まで平日の6:29から1分間、11:59と14:59に40秒ずつ設定されていたスポットCM枠を撤廃することによって、当該時刻まで放送されている生ワイド番組（『朝も早よから』シリーズ／『ドッキリ!ハッキリ!三代澤康司です』／「ABCパワフルアフタヌーン」枠の番組）の放送時間を撤廃分だけ延長した。いずれも前枠番組から後枠番組へ接続しやすくするための措置で、2021年6・12月および2022年6月の聴取率調査週間（いわゆる『スペシャルウィーク』）で試験的に実施されていたが、2022年9月26日（月曜日）以降の平日には『朝も早よから』から6:30に『おはようパーソナリティ』へ直結。『きっちり!まったり!桂吉弥です』でも放送終了時間を12時の時報の直前（基本として11時59分40秒）に設定したため、平日12時・15時の時報にスポンサーが付いている場合には、9月26日から時報の直前に当該スポンサーの20秒CMだけが流れるようになった。
2023年の4月改編では、『おはようパーソナリティ小縣裕介です』のアシスタントを、初代のいがらしあみ（月 - 木曜日）に代わって板垣菜津美（月・火曜日）と江崎友基子（水・木曜日）で分担。「道上洋三」の名を冠しながら本人の復帰が叶わなかった『道上洋三の健康道場』については、「道上の復帰を待つ」という姿勢を維持しつつも、朝日放送テレビにおける伊藤の正社員定年（60歳）→「シニアアナウンサー」（嘱託契約）への移行を機に『Sunstar presents 浦川泰幸の健康道場プラス』というタイトルでスポンサーと放送枠を引き継いだ。なお、朝日放送テレビでは芦沢誠（1986年入社）も伊藤と同じタイミングで「シニアアナウンサー」へ移行したため、芦沢は移行後も朝日放送ラジオで『朝も早よから - 』などの担当を継続。2016年度の下半期からナイターオフ期間の火 - 金曜日を中心に放送されてきた『伊藤史隆のラジオノオト』（伊藤がパーソナリティを務めてきた夜間の生ワイド番組）は、伊藤の正社員定年を機に6シーズンで幕を下ろした。その一方で、1月1日に特別番組として放送された『辛坊治郎の万博ラジオ』を土曜日の12時台前半にレギュラー番組として編成したほか、お笑いコンビのアインシュタインがパーソナリティを務める『アインシュタイン灰春ナイト』を火曜日の未明（月曜日の深夜）で新たに放送。朝日放送ラジオがデジタル配信コンテンツ制作への取り組みを強化するための第一歩として、『にっぽん怪談紀行〜柳田〜』の放送を日曜日の未明（土曜日の深夜）で始めるとともに、放送用の収録音源を自社の公式YouTubeチャンネルとポッドキャストでも配信している。
2023年には、7月にも土曜日の午後 - 夕方帯で自社制作の番組を改編。全国高等学校野球選手権大会の試合中継を編成しない週には、同月8日から13:00 - 16:00の時間帯を『土曜日やんなぁ?』（東京スタジオからの生放送番組）に充てている（阪神のデーゲーム中継を『ABCフレッシュアップベースボール』として13:55から放送する週にも中継開始直前までの短縮放送で対応）。その一方で、上記の時間帯で放送されてきた『感度良好!中野涼子です』を夕方（16:00以降）への放送枠移動によって継続させる措置も取られたため、2022年4月から17時台に編成されていた『上田剛彦のなにわ音楽ハツラツ団』を7月1日放送分で終了。同日までナイトゲーム中継を編成しない土曜日の18:00から放送されていた『ナイスじゃナイト!』（通年編成の生ワイド番組）シリーズについては、当該日に『感度良好! -』の放送枠を19:00まで設定する方針へ改められたことを受けて、放送開始時間を19:00に繰り下げている。さらに、7月24日からは、桂文珍がパーソナリティ・小佐田定雄（放送作家）がパートナーを務める『文珍・小佐田 夜のひだまり』を毎週月曜日の21:15 - 21:45に放送。文珍は朝日放送の旧法人時代に『お昼ですABC!文珍の一本勝負』（1980年4月 - 1983年4月）や『土曜おはようワイド 文珍のおもしろラジオ』（1984年4月 - 1991年3月）といった冠番組を持っていたが、朝日放送ラジオ制作の番組にレギュラーで出演するのは『夜のひだまり』が初めてである。
2023年の10月改編では、『ミュージックパラダイス』のレギュラー放送再開後初めて、パーソナリティの大幅な異動を実施。第1期（レギュラー放送の休止前）から全ての曜日で維持されてきた「朝日放送（テレビ）の現職アナウンサー1名×局外の芸能人（タレント・ミュージシャン・芸人）1名のコンビ」という体制も見直した結果、月・金曜日には同局のアナウンサーがレギュラーで出演しなくなった。また、ナイターオフ期間限定で火 - 金曜日の夜間（18 - 20時台）に放送する番組を再編。『ラジオで虎バン!』を週1回（金曜日のみ）の3時間生放送へ移行させた一方で、『UP↑↑』という生ワイド番組を火 - 木曜日に編成している。土曜日の夜間（19時台 - 21時台前半の時間帯）でも、9月16日で終了した『ナイスじゃナイト!』シリーズに代わって、『ミュージックパラダイス』の放送再開当初から同月まで月曜日のパーソナリティを務めていた福井治人（朝日放送テレビのスポーツアナウンサー）の単独進行による『福井治人・サタデーなおとフィーバー』を半年間限定で生放送。その一方で、日曜日には文化放送から『アンジェリーナ1/3のA世代!ラジオ』のネットを開始している。
2024年の4月改編では、『サマンサ・アナンサのDO UP』（前述した『UP↑↑』水曜分からの派生番組）を、土曜日で『ABCフレッシュアップベースボール』のナイトゲーム中継を編成しない場合に生放送。日曜日の午前9時台には、『竹内弘一のなにがナンでも!』（前月までKBS京都ラジオで毎週金曜日の夕方に放送されていた『竹内弘一のこういっちゃナンですが』を事実上継承する60分の収録番組）を新たに組み込んだ。これに伴って、改編前まで基本として45分（9:00 - 9:45）に設定されていた『日曜落語 〜なみはや亭〜』の放送枠を30分（8:30 - 9:00）に改めるなど、改編前まで日曜日の午前7:30 - 10:00に編成されていたレギュラー番組の放送時間を軒並み変更。4月7日から6月30日までは、『阪神タイガース実況CDマガジンpresents 虎バン情報局』（朝日放送ラジオの企画協力・監修によるアシェット・コレクションズ・ジャパン発行の分冊百科『阪神タイガース実況CDマガジン』との連動番組）を、3ヶ月限定で日曜日の午後（12時台後半）に放送していた。
2024年の10月改編では、通年で編成されていた『田淵麻里奈の夜あそびはココから』（火 - 木曜日の21時台）『小早川秀樹のオシマシ!』（金曜日の21時台）『ABCミュージックパラダイス』（『ミューパラ』の第2期）を一斉に終了させるなど、平日の深夜帯を中心に自社制作の生放送番組を大幅に刷新。月 - 木曜日21:15 - 23:30の時間帯に『ツギハギ』、火 - 金曜日の未明（1時台＝月 - 木曜日の25時台）に『みっくすっ。』（いずれも日替わりの生放送番組で構成されるレーベル枠）を新設することに伴って、月 - 木曜日の深夜帯（24:30 - 26:00＝火 - 金曜日の0:30 - 2:00）に編成されていた（Skyの単独提供による複数の自社制作番組・ニッポン放送の制作による『なにわ男子の初心ラジ!』を含む）事前収録番組の放送枠を『ツギハギ』と『みっくすっ。』の合間の時間帯に繰り上げている。また、『ロックなラジオ』（桜井雅斗がパーソナリティを務める生放送の音楽番組）が『オシマシ』と『ミューパラ』金曜分の放送枠を継承するほか、1名のパーソナリティが午前帯に単独で進行する通年編成の生放送番組で出演者と番組のタイトルを変更。『…and Music。』（日曜日10・11時台の音楽番組シリーズ）では、『夜遊びはココから』と『ミューパラ』の月曜分を担当していた田淵麻里奈が武田和歌子（朝日放送テレビアナウンサー）からパーソナリティを引き継ぐことに伴って、番組のタイトルを『武田和歌子…and Music。』から『田淵麻里奈…and Music。』に改めている。『朝も早よから』シリーズでも、芦沢の出演曜日を月 - 水曜日に変更する一方で、木・金曜分では柴田博（朝日放送テレビアナウンサー）のパーソナリティ起用を受けて『朝も早よから 柴田博です』に移行。土曜日では、早朝（7 - 9時台）に編成されている『サクサク土曜日 中邨雄二です』（2時間半の生ワイド番組）と『浦川泰幸の健康道場プラス』（事前収録番組）の放送順を入れ替えたほか、2023年から特別番組として3回放送されていた『宇野さんと小川さん。』（宇野ひろみ・小川恵理子のトーク番組）がレギュラー番組として『播戸竜二のバン!バン!バン!』（2021年4月から編成されていた東京オフィスでの収録番組）の放送枠（12時台後半）を引き継ぐことになった。このような変更が積み重なった結果、全体の改編率は35.2%にまで達している。なお、ナイターオフ期間限定で火 - 金曜日の夜間（18 - 20時台）に放送する番組については、金曜日に『ラジオで虎バン!』の生放送を継続。放送時間を前年度から15分短縮したうえで、前年度まで月曜日に編成されていた『川上千尋の虎たまプレミアム!』（15分間の生放送番組）の放送枠を『ラジオで虎バン!!』本番直後の時間帯（20:45 - 21:00）へ移動させることによって、「虎」（阪神タイガース）関連の情報や話題を扱う生放送番組が2本続くことになった。一方の火 - 木曜日には、前年度の『UP↑↑』に代わって、『ミュージックジェルム』（朝日放送テレビの若手アナウンサーから1名が日替わりでパーソナリティを務める音楽番組）を編成している。

## アナウンサー
朝日放送ラジオは自社でアナウンサーを雇用しておらず、基本的に朝日放送テレビから派遣を受けている。スカイAも同様の体制を採っているために朝日放送グループのアナウンサーはラジオ・テレビ・CSの3波で共通化されている。
この体制は朝日放送ラジオ同様にラテ兼営から分社化したTBSラジオ（TBSテレビから）・STVラジオ（札幌テレビ放送から）・CBCラジオ（CBCテレビから）・MBSラジオ（MBSテレビ部門が残る〈新〉毎日放送から）と同様で事実上のラテ兼営局共通の体制である。更にBS-TBSやGAORAも同じ体制でTBSグループとMBSグループのアナウンサーは朝日放送グループ同様3波共通。
なお、テレビでの肩書きが「ABCテレビアナウンサー」に変更されたが、ラジオでの肩書きは旧朝日放送時代の「ABCアナウンサー」のまま。

## 時報
時報は正報音のみで、予報音「プッ、プッ、プッ」がない。日本では珍しく、「ポーン」と響く低いドの音を採用している。以前は同じ低い音であるが「プー」と響かずに切れていた。なお、サイマル放送を行なっているradikoでは時報音が流れず、この部分は無音となっている。かつては朝日放送テレビの時報でも同じ音が使用されていた（大淀旧社屋時代）。大淀の旧本社社屋で放送されていた2008年6月22日までは「ポーン〜」と最後まで伸びた感じの時報だったが、福島の現本社社屋からの放送となった6月23日以降は時報の最後が途切れる感じの時報（「プー」の単音時代の時報に近い）となっていたが、8月以降は時報のカットアウトタイミングを元に戻して元のスタイルに戻っている。
現在（2024年1月）の時点では、主に平日早朝 - 夕方と土曜・日曜の午前中に流れる時報に対してスポンサーが付いている（下記参照）。スポンサーが付かない場合には、時報の音を鳴らすだけで対応。ただし、朝日放送テレビのアナウンサーがパーソナリティやパートナーとして出演中の生ワイド番組がスポンサーなしの時報で中断する場合に、当該アナウンサーが時報の前に「時刻は○時」や「○時です」と告げることがある。全国高等学校野球選手権本大会の期間中には、試合中継の時間帯の時報にスポンサーが付いていても、中継の有無を問わず時報だけを流している。
1991年以前の時報では、スポンサーが付かない場合に『聞こうABC』のオルゴールバージョンを放送。このバージョンは、現在の放送終了時に流れる『聞こうABC』のオルゴールバージョンと異なるアレンジを施していた。この場合に流れる音楽は、後に2度変更されているが、前述したように現在は放送されていない。逆に、2017年度以降の月曜日およびナイターオフ編成（年度下半期）の火 - 金曜日には、19時の時報に続いてさぁさ（かつて『武田和歌子のぴたっと。』に準レギュラー扱いで出演していた女性ミュージシャン）がウクレレを弾きながら「A・B・C」と歌ったステーションジングルを流してから自社制作のレギュラー番組（月曜日には通年で放送される『桂りょうばの落語トラベル』）につないでいる。
なお、1990年代までは平日は夜間を除くほぼ毎時（土曜と日曜は概ね3 - 4時間ごと）の時報直後に『ABCニュース』（5 - 15分）を放送していたため、この時報直後の『ABCニュース』にも曜日ごとにスポンサーが付いていた。2023年10月の時点では、曜日・時期・時間帯によってスポンサーの有無が分かれている。

### 時報スポンサー
月曜日から金曜日の時報スポンサー一覧（2025年7月時点）
背景の 水色 の番組はABCパワフルアフタヌーン枠。 黄緑色 の番組はツギハギ枠。 ピンク色 の番組はみっくすっ。枠。
| 時    | スポンサー                 | 番組名                                    | 番組名                             | 番組名                             | 番組名                             | 番組名                                  |
| 時    | スポンサー                 | 月曜日                                    | 火曜日                             | 水曜日                             | 木曜日                             | 金曜日                                  |
| ----- | -------------------------- | ----------------------------------------- | ---------------------------------- | ---------------------------------- | ---------------------------------- | --------------------------------------- |
| 5時   | なし                       | 朝も早よから 芦沢誠です                   | 朝も早よから 芦沢誠です            | 朝も早よから 芦沢誠です            | 朝も早よから 柴田博です            | 朝も早よから 柴田博です                 |
| 6時   | なし                       | 朝も早よから 芦沢誠です                   | 朝も早よから 芦沢誠です            | 朝も早よから 芦沢誠です            | 朝も早よから 柴田博です            | 朝も早よから 柴田博です                 |
| 7時   | 神明                       | おはようパーソナリティ小縣裕介です        | おはようパーソナリティ小縣裕介です | おはようパーソナリティ小縣裕介です | おはようパーソナリティ小縣裕介です | おはようパーソナリティ古川昌希です      |
| 8時   | キコーナ                   | おはようパーソナリティ小縣裕介です        | おはようパーソナリティ小縣裕介です | おはようパーソナリティ小縣裕介です | おはようパーソナリティ小縣裕介です | おはようパーソナリティ古川昌希です      |
| 9時   | 伊丹産業                   | ドッキリ!ハッキリ!三代澤康司です          | ドッキリ!ハッキリ!三代澤康司です   | ドッキリ!ハッキリ!三代澤康司です   | ドッキリ!ハッキリ!三代澤康司です   | きっちり!まったり!桂吉弥です            |
| 10時  | 大同生命                   | ドッキリ!ハッキリ!三代澤康司です          | ドッキリ!ハッキリ!三代澤康司です   | ドッキリ!ハッキリ!三代澤康司です   | ドッキリ!ハッキリ!三代澤康司です   | きっちり!まったり!桂吉弥です            |
| 11時  | モノタロウ                 | ドッキリ!ハッキリ!三代澤康司です          | ドッキリ!ハッキリ!三代澤康司です   | ドッキリ!ハッキリ!三代澤康司です   | ドッキリ!ハッキリ!三代澤康司です   | きっちり!まったり!桂吉弥です            |
| 12時  | エースコックのワンタンメン | 上沼恵美子のこころ晴天                    | ミルクボーイの火曜日やないか!      | 桑原征平粋も甘いも                 | ますだおかだ増田のラジオハンター!  | 兵動大樹のほわ～っとエエ感じ。          |
| 13時  | フランジのマルイ           | 上沼恵美子のこころ晴天                    | ミルクボーイの火曜日やないか!      | 桑原征平粋も甘いも                 | ますだおかだ増田のラジオハンター!  | 兵動大樹のほわ～っとエエ感じ。          |
| 14時  | スミリンケアライフ         | 上沼恵美子のこころ晴天                    | ミルクボーイの火曜日やないか!      | 桑原征平粋も甘いも                 | ますだおかだ増田のラジオハンター!  | 兵動大樹のほわ～っとエエ感じ。          |
| 15時  | ハトのマークの引越センター | ウラのウラまで浦川です                    | ウラのウラまで浦川です             | ウラのウラまで浦川です             | ウラのウラまで浦川です             | 岩本・西森の金曜日のパパたち            |
| 16時  | なし                       | ウラのウラまで浦川です                    | ウラのウラまで浦川です             | ウラのウラまで浦川です             | ウラのウラまで浦川です             | 岩本・西森の金曜日のパパたち            |
| 17時  | ニチレイ                   | ウラのウラまで浦川です                    | ウラのウラまで浦川です             | ウラのウラまで浦川です             | ウラのウラまで浦川です             | 岩本・西森の金曜日のパパたち            |
| 18時  | なし                       | ミラクル・サイクル・ライフ ※TBSラジオ制作 | ABCフレッシュアップベースボール    | ABCフレッシュアップベースボール    | ABCフレッシュアップベースボール    | ABCフレッシュアップベースボール         |
| 19時  | なし                       | 桂りょうばの落語トラベル                  | ABCフレッシュアップベースボール    | ABCフレッシュアップベースボール    | ABCフレッシュアップベースボール    | ABCフレッシュアップベースボール         |
| 20時  | なし                       | 文珍・小佐田 夜のひだまり                 | ABCフレッシュアップベースボール    | ABCフレッシュアップベースボール    | ABCフレッシュアップベースボール    | ABCフレッシュアップベースボール         |
| 21時  | なし                       | ABCニュース・天気予報                     | ABCニュース・天気予報              | ABCニュース・天気予報              | ABCニュース・天気予報              | ABCニュース・天気予報                   |
| 22時  | なし                       | ヤーレンズのダダダ団!                     | 超能力戦士ドリアンのたのしいラジオ | ラフ次元の遅咲き19BLUES            | 雨宮萌果のまにまに                 | ロックなラジオ                          |
| 23時  | なし                       | ヤーレンズのダダダ団!                     | 超能力戦士ドリアンのたのしいラジオ | ラフ次元の遅咲き19BLUES            | 雨宮萌果のまにまに                 | キュウソネコカミのカミラジ              |
| 翌0時 | なし                       | ミルクボーイの煩悩の塊                    | 金属バットの社会の窓               | 鉄瓶・佐ん吉のコロコロラジオ。     | 今村翔吾×山崎怜奈の言って聞かせて  | なにわ男子の初心ラジ! ※ニッポン放送制作 |
| 翌1時 | なし                       | ぺこぱのチアポンポン                      | 長野凌大のKid World                | ノイミーステーション               | 鳥越裕貴のぴちぱち                 | 東野幸治のホンモノラジオ                |
| 翌2時 | なし                       | がっちゃんこ                              | がっちゃんこ                       | がっちゃんこ                       | がっちゃんこ                       | がっちゃんこ                            |
| 翌3時 | なし                       | R→933                                     | R→933                              | R→933                              | R→933                              | R→933                                   |
| 翌4時 | なし                       | R→933                                     | R→933                              | R→933                              | R→933                              | R→933                                   |

土・日曜日の時報スポンサー一覧（2025年7月現在）
| 時    | スポンサー | スポンサー | 番組名                                                             | 番組名                                 |
| 時    | 土曜日     | 日曜日     | 土曜日                                                             | 日曜日                                 |
| ----- | ---------- | ---------- | ------------------------------------------------------------------ | -------------------------------------- |
| 5時   | なし       | なし       | 朝の小鳥 ※文化放送制作                                             | 通販ラジオ生活便                       |
| 6時   | なし       | なし       | てっちゃん先生・あみるの元気だしてゆこう!                          | 旬!SHUN!ピックアップ                   |
| 7時   | 大林道路   | なし       | サクサク土曜日 中邨雄二です                                        | 堀江政生のザ・シンフォニーホールアワー |
| 8時   | なし       | なし       | サクサク土曜日 中邨雄二です                                        | 楽しくおでかけ!どこ行こ!?ラジオ♪       |
| 9時   | なし       | なし       | サクサク土曜日 中邨雄二です                                        | 宇野さんと小川さん。                   |
| 10時  | サンスター | なし       | 征平・吉弥の土曜も全開!!                                           | 田淵麻里奈 and Music。                 |
| 11時  | なし       | なし       | 征平・吉弥の土曜も全開!!                                           | 田淵麻里奈 and Music。                 |
| 12時  | なし       | 磯じまん   | 竹内弘一のなにがナンでも!                                          | カウス ミュージックトーク              |
| 13時  | なし       | なし       | 竹内弘一のなにがナンでも!                                          | STAR☆MUSIC☆SUNDAY                      |
| 14時  | なし       | なし       | ガッチ The Disco                                                   | STAR☆MUSIC☆SUNDAY                      |
| 15時  | なし       | なし       | ガッチ The Disco                                                   | STAR☆MUSIC☆SUNDAY                      |
| 16時  | なし       | なし       | 感度良好!中野涼子です                                              | STAR☆MUSIC☆SUNDAY                      |
| 17時  | なし       | なし       | 感度良好!中野涼子です                                              | 小林大作のメモリーズ・オブ・ユー       |
| 18時  | なし       | なし       | ABCフレッシュアップベースボール                                    | ABCフレッシュアップベースボール        |
| 19時  | なし       | なし       | ABCフレッシュアップベースボール                                    | ABCフレッシュアップベースボール        |
| 20時  | なし       | なし       | ABCフレッシュアップベースボール                                    | ABCフレッシュアップベースボール        |
| 21時  | なし       | なし       | ABCニュース・天気予報                                              | ABCニュース・天気予報                  |
| 22時  | なし       | なし       | 土曜スペシャル                                                     | こたけ正義感の聞けば無罪               |
| 23時  | なし       | なし       | Sky presents 中村七之助のラジのすけ                                | 高山トモヒロのオトナの部室             |
| 翌0時 | なし       | なし       | SixTONESのオールナイトニッポンサタデースペシャル ※ニッポン放送制作 | 乃木坂46の「の」 ※文化放送制作         |
| 翌1時 | なし       | なし       | 小西陸斗 #よどオシ!                                                | （放送休止）                           |
| 翌2時 | なし       | なし       | 真夜中のカルチャーBOY                                              | （放送休止）                           |
| 翌3時 | なし       | なし       | R→933                                                              | （放送休止）                           |
| 翌4時 | なし       | なし       | R→933                                                              | （放送休止）                           |

### 時刻告知
00分以外の場合、番組の前に時刻を告知することがある。時報前にオルゴールを流していた頃は、時刻だけを言っていたが、1991年に00分のオルゴールをやめた後はチャイムを鳴らしてから時刻を告知するようになった。近年は、各番組の放送時間の関係からか、2018年7月現在、専用のジングルを流した後の時刻告知は月曜日の朝4時35分（オープニング後）に流れる程度でほとんど使われていない。
『おはようパーソナリティ』シリーズの生ワイド番組では、季節に応じたサウンドエフェクト（カッコウや風鈴などの効果音）に続いて合成音声による時刻告知を、CMの放送中や番組の進行に関係なく強制的に送出。6・7時台は5分おきに、8時台は10分おきに流される。

## 拠点

### 本社所在地
〒553-8503 大阪府大阪市福島区福島1丁目1-30

### 東京支社
〒105-0013 東京都港区浜松町2丁目3-1 日本生命浜松町クレアタワー18階

### スタジオ
朝日放送グループの本社13階に5室設けられていて、「第1スタジオ」「第2スタジオ」「第3スタジオ」「第4スタジオ」「第5スタジオ」という名称を付けている。いずれのスタジオも在阪ラジオ局の中で最も高い地点にあるが、自社制作の生放送番組では、基本として第2スタジオと第3スタジオを交互に使用している。
第1スタジオ
ABCミュージックパラダイス（月 - 金曜日）、サマンサ・アナンサのDO UP（土曜日）、サニー・フランシスのマサララジオ（日曜日）
最も広いスタジオで、収録番組の録音用スタジオとして使用。旧社屋時代に放送した後に2021年10月改編から復活した『ABCミュージックパラダイス』では、パーソナリティやゲストとして出演するミュージシャンが、生放送中に歌唱や演奏を随時披露している。
第2スタジオ
おはようパーソナリティ小縣裕介です（月 - 木曜日）/おはようパーソナリティ古川昌希です（金曜日）、「ABCパワフルアフタヌーン」枠の生ワイド番組、征平・吉弥の土曜も全開!!
第3スタジオ
朝も早よから 芦沢誠です（月 - 木曜日）/朝も早よから 桂紗綾です（金曜日）、ドッキリ!ハッキリ!三代澤康司です（月 - 木曜日）/きっちり!まったり!桂吉弥です（金曜日）、ウラのウラまで浦川です（月 - 木曜日）/岩本・西森の金曜日のパパたち、ABCフレッシュアップベースボール（スタジオパート）/虎たまプレミアム!（ナイターオフ期間の月曜日）/UP↑↑（2023年度ナイターオフ期間の火 - 木曜日、水曜分からの派生番組が『サマンサ・アナンサのDO UP』）/ラジオで虎バン!（ナイターオフ期間の火 - 金曜日→金曜日）、田淵麻里奈の夜あそびはココから（火 - 木曜日）/小早川秀樹のオシマシ!（金曜日）、サクサク土曜日 中邨雄二です、感度良好!中野涼子です、武田和歌子…and music、STAR☆MUSIC☆SUNDAY
2024年2月から2026年7月までの期間には、以下の事情から、放送上「ジテシラProjectスタジオ」と称している。
「ジテシラProject」とは、大阪府内における自転車保険への加入率・自転車乗車時のヘルメット着用率の向上を目的に、「大阪府自転車安全利用推進委員会」が上記の期間に展開している啓発プロジェクト。プロジェクトの正式名称に「世界で最も多い」とされる458文字（539語）を費やしていることから、一般向けの啓発活動では、「自転車ルールの『知らんけど』を無くそう」というニュアンスで「ジテシラProject」という略称を使用している。朝日放送ラジオがこのプロジェクトに参加しているのは、大阪府・オージーケーカブト（ヘルメットを初めとする自転車関連用品メーカー）・au損害保険・あさひ（自転車や関連商品を販売するチェーンストアの運営会社）と共同で2024年2月1日に「大阪府自転車安全利用推進委員会」を発足させたことによるもので、プロジェクトの期間中には自転車1台と自転車用ヘルメット1個を第3スタジオに常時展示。また、第3スタジオを使用する生ワイド番組の一部に関連コーナーを設けているほか、当該番組の出演者を啓発イベントに随時参加させている。
第4スタジオ
with you（終了。前番組の『夜は、おととも』『もうすぐ夜明けABC』でも使用）
第5スタジオ
ラジオCM収録用
その他（本社外スタジオ）
- 中之島フェスティバルタワーの朝日新聞大阪本社編集局内にもサテライトスタジオ[170]があって、2021年度までの『伊藤史隆のラジオノオト』で20時台後半に放送していた「教えて!あしたの朝刊読みどころ!」（朝日新聞の朝刊編集長が生中継で出演していたコーナー）などに使用している。
- 東京オフィスにも生放送に対応したラジオスタジオ（東京スタジオ）が設けられていて[171]『てれびのミカタ ラジオのラララ』（2021年9月終了）[172]や『今村翔吾×山崎怜奈の言って聞かせて』（2022年9月 - ）[173]などの収録で使われる。2023年7月8日以降は、『土曜日やんなぁ?』の生放送や収録で常時使用。喜多ゆかり（東京オフィスのPR部員で元・アナウンサー）が『ますだおかだ増田のラジオハンター!』（本来は本社のスタジオから放送している「ABCパワフルアフタヌーン」木曜枠の番組）に「ABCテレビのPRハンター」との触れ込みで「今週のハンター」（13:30前後のコーナー）へ出演する際にも、基本として東京スタジオから生放送に参加している。過去には、『ドッキリ!ハッキリ!三代澤康司です』の2022年12月6日（火曜日）放送分で、山田雅人（火曜パートナー）が東京スタジオから出演[163]。2024年6月27日の『ラジオハンター!』では、パートナーの武田和歌子（朝日放送テレビアナウンサー）が本番後に2023年度（第49回）アノンシスト賞「ラジオ フリートーク部門優秀賞」の受賞者としてTBS放送センター（東京都港区赤坂）での授賞式へ参加することを前提に、東京スタジオを「ABCニュース」「ABC交通情報」を除く時間帯の生放送で使用していた。
- 過去には芝公園にあったabc会館（先々代の東京支社）にもスタジオが設置されていた。

備考
新社屋では、セキュリティが大変強化されているため、スタジオから同じフロアのトイレに行くのにも、IDカードが必要。そのため、IDカードを持って出るのを忘れたパーソナリティがトイレのあと、スタジオに入って来られないことが起きることがある。例として、2008年11月8日の桑原征平・2014年6月12日の吉田詩織など。
2020年の4月以降は、新型コロナウイルスへの感染が日本国内で拡大していることを背景に、以下の措置を講じている。
4月2日（木曜日）に放送された『伊藤史隆のプレイボールまで待てない』（プロ野球レギュラーシーズンの開幕が当初予定の3月19日から遅らせていることに伴って『ABCフレッシュアップベースボール』のナイトゲーム中継枠で4月10日までに急遽編成された特別番組）からは、生放送に使用する第2・第3スタジオ内のテーブルの中央部を、透明なアクリルボード（厚さ1cm程度）で隔てている。感染拡大の一因とされる飛沫感染を避けるための措置で、『プレイボールまで待てない』で使用された第2スタジオのアクリルボードには、スペシャルパートナーとして出演したミルクボーイが直筆のサインを放送中に入れた。
4月2日の『武田和歌子のぴたっと。』以降の生放送番組では、第2・第3スタジオと副調整室の間のドアを放送中にも常時開放。翌週（4月7日＝月曜日）からは、自社制作番組内の生中継企画・コーナーを一斉に休止しているほか、朝日放送テレビと共通の暫定措置として、上記スタジオへの出演者を関西地方の在住者に事実上限定している。このため、活動や生活の拠点を首都圏に置く生ワイド番組のパーソナリティやレギュラーパートナーは、電話やスカイプによる出演へ移行している。
関西地方に住む生ワイド番組のレギュラーパーソナリティのうち、上沼恵美子は、4月13日から『上沼恵美子のこころ晴天』（「ABCパワフルアフタヌーン」月曜枠）へのスタジオ出演を1ヶ月半ほど休止。桑原征平は4月18日放送分の『征平・吉弥の土曜も全開!!』、道上洋三は4月20日（月曜日）の『おはようパーソナリティ道上洋三です』から、5月下旬まで自宅からの全編生出演に切り替えていた。道上・桑原については、この時点で他のパーソナリティより高齢（70代の後半）であることを踏まえて、朝日放送ラジオ社長の岩田潤が自宅からの出演を直々に要請したという。
2021年の5 - 6月にスタジオを改装。アクリルボードを取り替えるなど、感染拡大対策を強化した。しかし、改装が完了した直後の6月9日（水曜日）に、ナジャ・グランディーバ（『ウラのウラまで浦川です』火曜パートナー）の感染が判明。二次感染者や濃厚接触者は管轄の保健所から確認されなかったものの、前日（8日）の『ウラのウラまで浦川です』出演後の発熱が、判明へのきっかけになった。この事態を受けて、同番組では10日（木曜日）放送分からナジャが復帰するまでの暫定措置として、複数のスタジオを使い分けての「リモート方式」による生放送に切り替えている。

## 特記事項

### プロ野球中継
原則として毎週月曜と金曜 - 日曜はNRNライン（キー局：月・金はニッポン放送、土・日は文化放送）、火曜 - 木曜はJRNライン（キー局・TBSラジオ）でネット受けをしていたが、地元・阪神タイガースが絡む試合は2003年以降ビジターの試合でも朝日放送ラジオのスタッフを派遣して中継することが多い。
2007年度には、阪神が関与しないナイトゲームが土・日曜日に組まれていても、原則として中継を放送しなかった。しかし2008年度以後は、春季（4月度）は左におなじであるが、7月度の番組改編時より『ABCフレッシュアップベースボールスペシャル』として、阪神戦の開催如何に関わらずJRNライン（2010年度からはNRNライン）に従ったナイター放送を行っているが延長オプションは無い。ただし、阪神戦がデーゲームを含めて実施されない（もしくは高校野球のため放送できない）場合は、全国放送のナイターを延長オプションありの『ABCフレッシュアップベースボール』として放送する。また2010年度から土曜日の『ABCフレッシュアップベースボール』デーゲーム中継については当日午後に放送されているワイド番組内の一コーナーとして放送されている。
阪神と同じく放送対象地域内に本拠地を置くオリックス・バファローズの公式戦については、マンデー・パ・リーグ（2001年 - 2005年）の期間中も、当時月曜日で定期的に組まれていたナイトゲームを原則として放送しなかった。その一方で、『文化放送ライオンズナイター』向けにオリックス対西武戦の中継を独自に制作している文化放送に対しては、2008年から中継の技術協力を実施している。
日本シリーズに関しては2018年まで第1・2・6・7戦はJRNライン（2018年はニッポン放送制作の非NRN扱い分）、第3・4・5戦はNRNライン で放送していた。なお、関西以外の地方で開催されるビジターゲームについては、阪神出場時と在阪パ・リーグ球団で対応が異なっている。2019年以降は、阪神・オリックスの少なくとも1球団が日本シリーズに進出しないことが確定すれば、日本シリーズの中継を一切放送せずナイターオフ編成へ移行（MBSでは進出球団を問わず日本シリーズの全試合中継を継続）。ただし、ソフトバンクと巨人が対戦した2020年の日本シリーズでは、特例によって京セラドーム大阪（オリックスの本拠地）がセ・リーグの主管試合（巨人のホームゲーム）に使用されたため、京セラドームで開催された第1戦・第2戦で文化放送制作分中継とKBCラジオ（ソフトバンクの地元局）制作分中継への技術協力を実施した。2021年はオリックスが日本シリーズへ進出したものの中継を実施せず、裏送り用の制作に留めている（2022年は裏送りの制作も行わなかった）。59年ぶりの関西ダービーとなった2023年の日本シリーズ「オリックスvs.阪神」は、京セラドーム大阪で開催の1・2・6・7戦は、NRNナイターとしてQR・SF・RNC（第2戦除く）へネットし、阪神甲子園球場で開催の3〜5戦はQRへのネットに留まった。
なお、2010年から、JRNナイターのキー局であるTBSラジオが原則土・日のプロ野球中継を取りやめたため、朝日放送ラジオは文化放送（QR）をキーステーションとする関西地区の土・日NRN中継担当となった。また、土・日のビジター（関東地区）の阪神戦を中継する場合、ヤクルト主催の場合は原則として文化放送またはニッポン放送が技術協力するが、それ以外のチームの主催では文化放送・ニッポン放送の要員や放送ブースなどの都合によりTBSラジオが技術協力することもあった。
TBSラジオが自社での野球中継を廃止した2018年からは、DeNA主催試合のみTBSラジオの裏送りまたは自社制作時の技術協力を継続し、巨人主催試合は非NRN扱い時はRFラジオ日本からのネット受けまたは週末デーゲーム時の技術協力を受けている（RFラジオ日本・朝日放送ラジオともに自社制作を行った場合の巨人主催や、西武・ロッテ主催時の技術協力担当局は不明）。また、文化放送ライオンズナイターには技術協力だけでなく火 - 木曜について裏送りまたは同時ネット配信を行うようになった一方、金曜は朝日放送ラジオがニッポン放送 - NRN向けと二重製作するか、MBSラジオが担当するかがその時々により異なることになった。
ただし、土・日のデーゲーム中継では引き続き原則としてJRN単独局（HBCラジオ・CBCラジオ・RKBラジオの3局が該当）とのネット関係を継続 するため、中日・日本ハム・ソフトバンクの関西でのビジターゲーム中継は、日程や開催時間帯によってネット関係が変動する状況となっている。これに伴い、土・日の他球場の試合速報チャイムは自社単独放送時も含めてナイターではNRN仕様を基本とし、NRN単独局へネットする時以外の自社制作のデーゲームと、阪神のビジター試合をJRN単独局の技術協力の元で自主制作する場合には、JRN仕様のものを使う（MBSラジオも類似した運用で対応）。
また2014年からは、日曜日の「巨人 vs 中日」の裏カードの阪神主催デーゲームをNRN単独局の東海ラジオ（SF）に同時ネットしている。なお、「阪神 vs 中日」のデーゲームは聴取率調査期間などの日曜日にCBCラジオが朝日放送ラジオからネット受けせず自社乗り込みを実施した場合も従前通りMBSラジオが裏送りしている他、聴取率調査期間での開催が多い交流戦の「オリックス vs 中日」は東海ラジオ・CBCラジオの両局とも自社制作となることがある（技術協力局についてはその時々のより異なる）。

### 高校野球中継期間中の編成
全国高校野球選手権大会（8月）が行われる期間中、朝日放送ラジオでは開会式、全試合試合開始から試合終了まで、そして閉会式と完全実況中継を放送するため、通常放送しているワイド番組は休止や短縮放送になる。
大会期間中、雨天順延などで試合が行われない場合は、通常番組が復活する。しかし、この大会実況中継で番組が休止の間、パーソナリティもそれぞれ夏休みを取っている場合が多く、雨などで番組が復活しても、通常日の番組パーソナリティが夏休みのため出てこずに、通常とは異なるピンチヒッターの出演者による生放送であったり、大会直前に収録したレインコートバージョンの放送になる場合、さらに高校野球期間中はレギュラー番組そのものを休止して、通常とは全く異なる体裁の特別番組を編成するケースもある。

### 緊急地震速報に対する姿勢
2008年7月1日から、MBSラジオ、FM大阪、FM802、α-station、和歌山放送とともに関西民放ラジオ局のトップとして、緊急地震速報システムをスタートさせた。しかし、ほかの放送局が特別番組を組んだり、CMスポットの時間で緊急地震速報に対する注意点などを繰り返し放送しているのに対し、朝日放送ラジオでそのようなことを行わず、また番組などでも、緊急地震速報に対する注意などを取り上げることはほとんどない。

### 全曲音楽サーバーからオンエア
2008年6月の社屋移転に伴い、ラジオに関する音楽はすべて新社屋内の音楽専用サーバーから直接出力、放送されるようになった（全国ラジオ局で最初の試み）。つまり、急に曲をオンエアする必要がある場合、今までのように、ADなどがレコード室に走るのではなく、D卓からサーバ用のコンピュータに検索し、すぐオンエアできるようになった。

### スタッフにニックネーム
道上洋三などが自分の番組に関わっているスタッフにあだ名をつけ、番組内でそのあだ名で呼ぶので、朝日放送ラジオ内のほかの番組でも、そのあだ名が呼ばれることが日常化。公開イベントでもリスナーからスタッフに声がそのニックネームで声援が送られるようになった。しかし、道上のニックネームの付け方が適当で、かつ、気分でコロコロと代えていくので、スタッフがほかの番組に移動になると、「今なんて呼ばれているの?」などというやり取りもしばしば起こる。

### 日大トリオ
『おはようパーソナリティ道上洋三です』『全力投球!!妹尾和夫です』『元気イチバン!芦沢誠です』といった生ワイド番組が月 - 金曜に放送されていた時期には、道上洋三・妹尾和夫・芦沢誠が「14Days」や「ABCラジオまつり」などのイベントに揃って登場することが多かった。その際には、日本大学出身という共通点から、3人のことを“日大トリオ”と総称していた。ちなみに妹尾は、『全力投球!!』内で道上を「先輩」、自身を「中輩」、芦沢を「後輩」と呼んでいた。
なお、芦沢は一時報道局へ異動していたが、朝日放送テレビが発足した2018年度にアナウンサーへ復帰。日本大学は、同年度から一時、『ABCフレッシュアップベースボール』や時報CMのスポンサーへ名を連ねていた。
また、2021年3月29日からは『おはようパーソナリティ道上洋三です』（おはパソ）内で「日本大学 おはパソ風水占い」（単独提供コーナー）を放送。コーナー自体は2022年3月25日の『おはパソ』最終回まで続けられたが、日本大学が学内での不祥事などの影響で同年1月に提供を辞退してからは、「おはパソ風水占い」に改題したうえでノンスポンサーで放送された。

### ニュースデスク
一般的に、ニュースデスクとは放送内容などの決定や原稿の最終確認などを行う新聞社や放送局のニュース報道担当の記者キャップのことを指す。しかし朝日放送では、2012年9月30日（金曜日）まで、平日の午前6時台から11時台までの『ABC朝日ニュース』（現・『ABCニュース』）を担当するアナウンサーを固定。放送上ニュースデスクと呼んでいた。

### ラジオネームの扱い
朝日放送テレビのアナウンサーがメインパーソナリティを務める生ワイド番組の一部（『おはようパーソナリティ道上洋三です』など）では、リスナーがラジオネームでメッセージを投稿しても、ラジオネームを読まずに「○○市、××才の男性の方からです」などと紹介することが多い。

## オープニング・クロージング

### オープニング

#### 中之島社屋・大淀社屋時代
オープニングの音楽は、AMステレオ開始前は5分程度のオーケストラの曲 を使っていた。歴代のコメントは安部憲幸・乾龍介らが担当していた。
1992年3月に、AMステレオ化された際に、音楽は、当時のテレビのオープニングで使われていた坂本龍一の曲「ABC SONG （副題：ABCオープニングメロディ、いずれもJASRACへの登録名）」（004-1535-9）に変更された。ただし、テレビ版で流れるパーカッションがないなどアレンジが多少変更されている。AMステレオ化後のコメントは中原秀一郎（当時・朝日放送アナウンサー）による。コメントはステレオ化前、後とも、「JONR、JONR、こちらはABC・朝日放送です」とコメント。周波数、出力を告げ、音楽が流れる。音楽が終わると、「おはようございます。今日も一日、朝日放送の番組でお楽しみ下さい」と告げて終わる。
オープニングの直前には試験電波を流す。AMステレオ化前は3回信号音（テストトーン）を流す形であったが、ステレオ化後は、最初に左チャンネル、次に右チャンネル、3度目で左右両チャンネルに信号を流すパターンとなった。
なお、2000年10月から1年間に限り西野義和（当時・朝日放送アナウンサー）が担当し、テレビのオープニング同様、創立50周年のテーマ曲で、スピッツの『ホタル』が使われた。終了後のコメントに「おはようございます。今日も一日、創立50周年のABCでお楽しみ下さい」と加わっていた。
24時間放送開始当初は、5時基点（のちにタイムテーブル上は3時基点となる）であり、その直前の番組『もうすぐ夜明けABC』を担当していたパーソナリティが、4:58に「1008kHz、朝日放送が大阪からお送りしております。JONR」と生放送でアナウンスしていたことがあったが、起点時間が繰り上げられて以後このコールは廃止され、番組終了後はすぐにCM→次の日付最初の番組へと接続されていた。
1997年には京都中継局が新設されたが、中継局についてのアナウンスは同時に設置したMBSラジオ・ラジオ大阪ともどもオープニング・クロージングでは省略されていた。

#### ほたるまち移転後
ほたるまちの現本社から放送を開始した2008年6月23日朝の放送開始時から岩本計介（朝日放送アナウンサー）のアナウンスとなり、コメントが大幅に変更された。コールサイン後のコメントが「こちらは朝日放送・ABCラジオです。周波数1008kHz、出力50kWで、大阪・ほたるまちからお送りいたします」に、音楽終了後のコメントが「おはようございます。今日も一日、ABCラジオの番組でお楽しみ下さい」となった。音楽は坂本龍一の曲を継続している。
ステレオ放送を廃止した2010年3月15日朝の放送開始時より、藤崎健一郎（朝日放送アナウンサー）によるアナウンスへと変更され、試験電波はモノラルで1回信号音を発射した後にコメントを行っている。コメント内容に若干変更があり「大阪・ほたるまちからお送りしています」になっている。
2014年8月11日からは、音楽を朝日放送テレビのオープニングで1956年の開局 から1990年まで使用されていた『OTVシグナルミュージック』（服部良一作曲。ただし、『ABCのテーマ』 にタイトル変更）に変更 し、『OTVシグナルミュージック』の後半（テレビオープニングでは中継局の表示を行っていたパート。鳥のさえずりが入っている）で高石送信所、京都中継局の両方をアナウンスするようになった（京都中継局のアナウンスは今回が初めて）。ナレーションは「JONR、JONR。こちらは、朝日放送です。只今から、本日の放送を開始いたします」のアナウンスの後、OTVシグナルミュージックが流れ、そして「皆様、おはようございます。こちらは、ABC朝日放送です。ABCラジオは、大阪高石送信所から、周波数1008kHz、出力50kWで、京都中継局からは、周波数1008kHz、出力300Wでお送りいたします。今日も一日、ABCラジオの番組でお楽しみ下さい」となっている。

#### ワイドFM開始後
FM補完放送がスタートした直後の2016年3月21日早朝からは、FM補完中継局・周波数を入れる形で、ナレーションも、伊藤史隆（朝日放送アナウンサー）によるアナウンスへと変更された。最初のアナウンスは同じで『OTVシグナルミュージック』は後半の鳥のさえずりが入っている部分をカットして、BGMなしで高石送信所、京都中継局のあとに「生駒山の大阪FM補完中継局」の周波数・出力を案内する形になった。なお、放送休止時間に流れる試験電波発射中のアナウンスも変更されている。

#### 認定放送持株会社移行後
認定放送持株会社である朝日放送グループホールディングス傘下の事業会社・朝日放送ラジオとしてスタートした後の2018年4月2日早朝からは、伊藤史隆（朝日放送テレビアナウンサー）のアナウンスのまま、「朝日放送ラジオ」の社名は使わず「ABCラジオ」の通称のみを使用する（その他の内容は変更なし）。月曜未明の試験電波発射中のアナウンス（停波しない場合は概ね10分毎）も同様に「朝日放送」から「ABCラジオ」に変更されている。
2023年10月30日の京都中継局廃止で京都中継局のアナウンスが無くなり、「皆様、おはようございます。こちらは、ABC朝日放送です。ABCラジオは、大阪高石送信所から、周波数1008kHz、出力50kWで、生駒山の大阪FM補完中継局からは、周波数93.3MHz、出力7kWでお送りいたします。今日も一日、ABCラジオの番組でお楽しみ下さい」へと変更されている。

### クロージング
月曜日未明の最終番組終了後（終了時刻は改編により変動あり）に流れる。音楽はキダ・タローが昭和40年代に作曲したラジオのステーションソング『きこうABC』のオルゴール・ヴァージョン（通称・チンコロカン）である。このオルゴールは長年継続して使われている。なお、2001年ごろまでは、テレビのクロージングでもキダの曲が使われていた（テレビの曲は別の曲）。かつての人気番組『ABCヤングリクエスト』のうち、1983年9月までは24時間放送を行っておらず、同番組パーソナリティである男性アナウンサーが番組の直後に生で放送終了を告げ、その後オルゴールを流して終了していた。

#### 大淀社屋時代（録音バージョン）
『ABCヤングリクエスト』終了以降の大淀社屋時代（2008年6月22日深夜＝同23日未明）は、まず、久下景子（フリーアナウンサー）が「…これから4:35まで放送を休ませていただきます。なお広い範囲で地震などの災害が発生した場合は放送を開始致します」とコメントし、続けて乾龍介（当時・朝日放送アナウンサー）が「今夜も朝日放送を最後までお聞き頂きありがとうございました…」とコメント。周波数・出力・コールサインなどを読み上げ、その後オルゴールが流れていた。
災害時の放送再開を告げる久下のアナウンスは阪神・淡路大震災後に開始されたもので、それ以前は乾龍介の部分で最後にコールサインを告げる前に「なお、早朝の放送は（開始時刻。例えば5:00）からお送りします」とコメントしていた（アナウンサー、開始時刻は時期によって変更あり）。
なお、2008年6月23日2:45（6月22日深夜）の放送終了時は社屋移転に伴う特別なアナウンスは行なわず、通常のクロージングを放送した。

#### ほたるまち移転後
ほたるまち社屋へ移転後最初の日曜日深夜（月曜日未明）にあたる2008年6月29日深夜（30日未明）からは、従来久下・乾の2名がアナウンスしていた内容とほぼ同じ内容を、加藤明子（朝日放送アナウンサー）が1人でアナウンスする方式となった。「周波数1008kHz、出力50kWで、大阪・ほたるまちからお送りしました」とコールサインの後「どちら様も、素敵な朝をお迎え下さい」というアナウンスが付いた。
ステレオ放送終了・モノラル放送への変更後最初の月曜日未明にあたる2010年3月22日未明より、藤崎健一郎（朝日放送アナウンサー）によるアナウンスへと変更。「どちら様も、素敵な朝をお迎えください」というアナウンスをなくし、先に「JONR（2回）」と連呼した後、周波数のアナウンスをしている。2014年8月4日未明からは橋詰優子（当時は朝日放送のアナウンサー）が担当。この際、京都中継局（同期放送）の周波数・出力のアナウンスと「明日もまた、ABCラジオでお楽しみ下さい。それではどちら様もお休みなさい…」の文言を追加している。

#### ワイドFM開始後
2016年3月21日未明からFM補完放送を加えたアナウンスとなり、加藤明子（朝日放送アナウンサー）が再び担当するようになった。オープニング同様にFM補完中継局のアナウンスが加えられているが、これまで続いていた朝の放送開始時間の告知がカットされ、「これで今日の番組は全て終了いたしました。これからしばらくの間、放送を休止いたします」とのアナウンスに変更された。また、オルゴールは「きこうABC」のままだが音源が変更され、原曲に近いものとなった。

#### 認定放送持株会社移行後
認定放送持株会社化の2018年4月2日未明からは、オープニングも担当する伊藤史隆アナに交代し、社名である「朝日放送ラジオ」とはせず通称である「ABCラジオ」の呼称を用いている他は、内容に変更はない。
2023年10月30日の京都中継局廃止で京都中継局のアナウンスが無くなり、「ABCラジオは、大阪高石送信所から、周波数1008kHz、出力50kWで、生駒山の大阪FM補完中継局からは、周波数93.3MHz、出力7kWでお送りいたしました。」へと変更されている。